# Uganda
Uganda (hivatalosan Ugandai Köztársaság) Kelet-Afrikában, az Egyenlítő mentén elhelyezkedő ország.
Azon afrikai országok közé tartozik, melyek nem rendelkeznek tengerparttal. Területét tekintve körülbelül két és félszer, míg lakosságszámát tekintve három és félszer nagyobb Magyarországnál. Északról Dél-Szudánnal, keletről Kenyával, délről Tanzániával, délnyugatról Ruandával, nyugatról a Kongói Demokratikus Köztársasággal határos. Déli részén osztozik Kenyával és Tanzániával a Viktória-tavon, amely a világ harmadik legnagyobb tava. A tó ugandai részén ered a föld egyik leghosszabb folyója, a Nílus.
A vidék őslakosai a bantuk, akik királyságot alapítottak Buganda néven, választott királyuk a kabaka címet viselte. Az ország mai területére jóval később, a 17. században érkeztek meg az állattenyésztő hamita törzsek, akik meghódították az addig a jórészt földművelő bantuk lakta vidéket. A terület a 19. század végére a Brit Birodalom része lett, ugyanis Buganda, Bunyoro és Toro egyesítésével a britek létrehozták az Ugandai Protektorátust.
A Bugandai Parlament döntése alapján az ország 1960-ban lépett ki az Ugandai Protektorátusból. Az így létrejövő Ugandai Köztársaság 1962-ben lett tagja a Nemzetközösségnek (angolul: Commonwealth of Nations; a Brit Birodalomból kialakult független államok közössége), ahova elsőként vették fel Kelet-Afrikából. Az ENSZ-nek is ugyanebben az évben lett a tagja. Az IMF-hez függetlenné válása után három évvel, 1965-ben, míg az Iszlám Konferencia Szervezetéhez 1974-ben csatlakozott.
A hivatalos nyelve az angol és a szuahéli, de ezenkívül több más nyelvet is beszélnek országszerte. Uganda jelenlegi (2025) elnöke Yoweri Museveni, aki 1986 óta van hatalmon.

## Etimológia
Az ország neve szuahéli eredetű, jelentése „a gandák országa”. A szuahéli nyelvben a ganda törzsbéli ember neve „Mganda”, a népé „Waganda”, a nyelvé, amit beszélnek, „Kiganda” és az országé, amelyet laknak, „Uganda”.

## Földrajz
Az ország átlagos tengerszint feletti magassága meghaladja az 1000 métert. Területét a Kelet-afrikai-magasföld szavannával borított tája uralja. A magasföldet nyugaton a Kelet-afrikai-árok tavai és vulkáni hegyláncai zárják le. Az ország déli határa a Föld harmadik legnagyobb területű tava, a Viktória-tó. Az ország csaknem teljes területe a Nílus vízgyűjtő területéhez tartozik. Jelentős a vízzel borított területek nagysága, hiszen az ország ötödét tavak és folyók borítják. A Viktória-Nílus a Viktória-tóból a Kyoga-tóba folyik, majd tovább folytatva útját a kongói határnál az Albert-tóba ömlik, és ezután észak felé tart Szudánba. Az ország keleti részén egy kis terület vizét a Turkwel folyó vezeti el, mely a Turkana-tó vízgyűjtő területének része. A Kyoga-tó etnikai határt is jelent: a nilóták és a bantuk szállásterületét választja szét.
Az alacsonyabban fekvő területeken és az Egyenlítő mentén az éghajlat trópusi. A hőmérséklet alig változik, az átlagos hőingadozás 5 fok az egész évben. Az átlaghőmérséklet igen magas, körülbelül 26 °C. A csapadékmennyiség 1000–2000 mm között változik, ezért a páratartalom is nagyon magas, 90%-os. A csapadék eloszlása azonban nem egyenletes, mivel északon harmadannyi eső esik, mint délen, emiatt északon az állattenyésztés, míg délen a növénytermesztés a jellemző megélhetési forma.
A magasabb területeken (ez az ország döntő többsége) az éghajlat speciális trópusi, de a szavannákéhoz hasonlít leginkább. Ez azt jelenti, hogy csak a csapadékmennyisége hasonlít a trópusi éghajlathoz, ami itt is körülbelül 1000–1500 mm, ezen kívül minden más tényező különbözik attól. Az átlaghőmérséklet körülbelül 21 °C körül van, a hőingadozás nagyobb, 8-10 °C körüli, a páratartalom jóval kisebb, csak 50-60%.

### Szomszédos országok
Az országot északról Dél-Szudán, keletről Kenya, délről Tanzánia, délnyugatról Ruanda, nyugatról a Kongói Demokratikus Köztársaság határolja.

### Élővilág

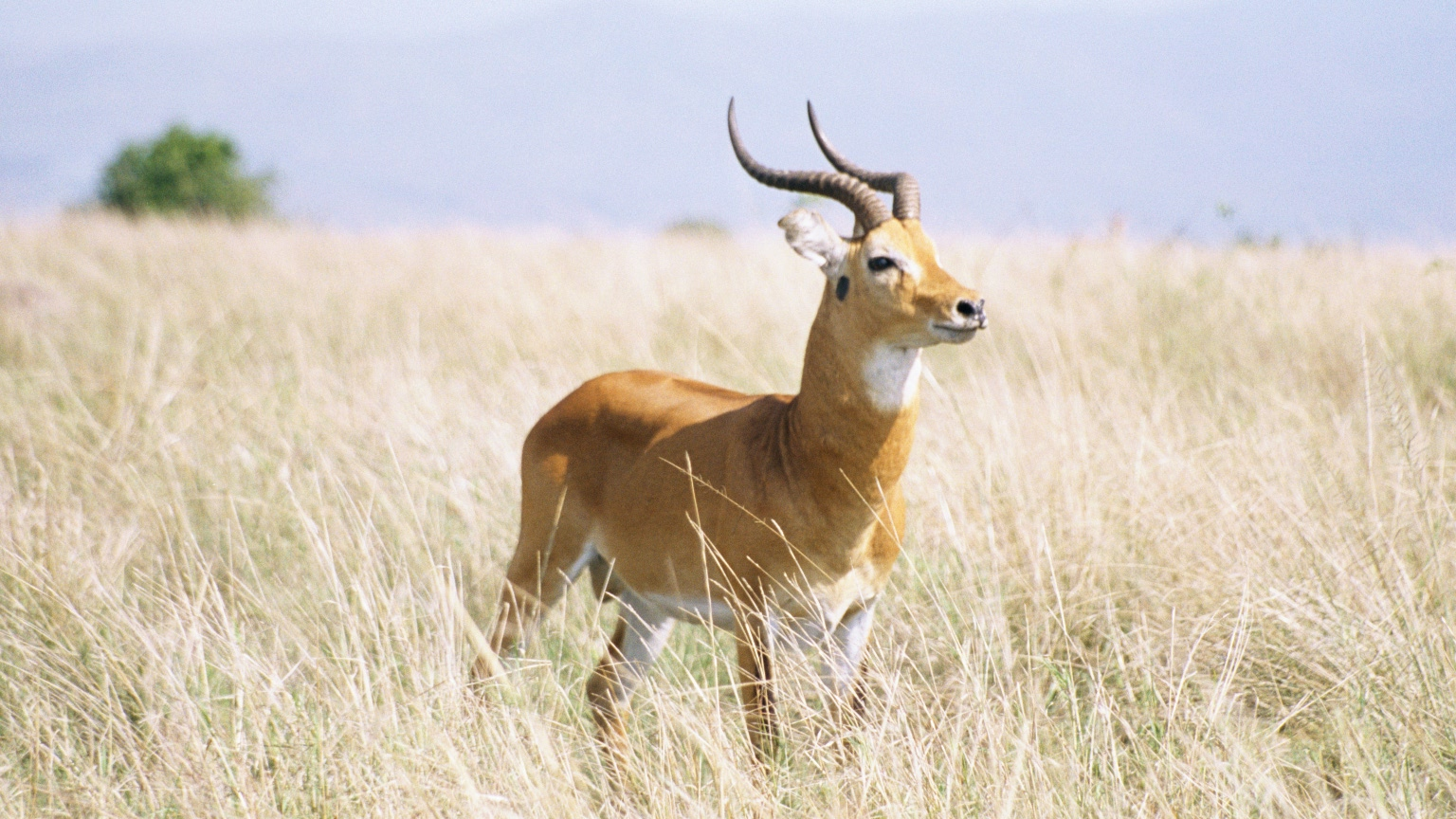
Az ugandai kob az ország egyik címerállata

Uganda 364 emlős- és 1062 madárfaj otthona. Nemzeti parkjai változatos növény- és állatvilág számára biztosítanak életteret. Az itt élő állatok közül kiemelt figyelmet kapnak a főemlősök, hiszen az ország a hegyi gorillák élőhelye, és mellettük jelentős csimpánz- és csuklyáscerkóf-populáció is található, de az erdőkben olyan különleges állat is előfordul, mint az erdei elefánt. A mocsaras területek lakója a szürkenyakú koronásdaru, a szavannák egyik jellemző állata pedig az ugandai kob, ők egyben az ország címerállatai is. Uganda őserdeiben ritka növények is élnek, például a Lovoa swynnertonii itt őshonos, mérsékelten fenyegetett növényfaj.

### Környezetvédelem
Uganda közel 60 védett területe közül kiemelendő az UNESCO a világörökség részévé nyilvánította:
- a Bwindi Nemzeti Parkot és
- a Rwenzori-hegység Nemzeti Parkot.[16]

A világörökség javaslati listáján szerepel a Mgahinga Gorilla Nemzeti Park.
Továbbiak:
- Queen Elizabeth Nemzeti Park,
- Tore-Semliki Nemzeti Park

stb.

## Történelem

### Korai történelem
Az i. e. 4. században már növénytermesztő bantuk éltek ezen a vidéken. Ezek a csoportok jártasak voltak a vas használatában, sőt, acélt is képesek voltak gyártani, és a segítségével egyre nagyobb területeket tisztítottak meg és vontak a mezőgazdaságba. A magasföld esőerdőinek megbízható vízellátása jelentős vonzerőt gyakorolt a környező területek gyűjtögető-pásztorkodó népeire. Az itt élők társadalma klánokra tagozódott, ami kisebb népcsoportok irányítására hatékony volt. A népesség növekedésével új vezetési forma vált szükségessé, így alakult ki a Buganda királyság, amelynek királya a kabaka címet viselte. Nem sokkal később háborúba kezdtek a szomszédos királyságokkal, melyeket hamar elfoglaltak, és az 1. évezred táján létrejött a Kitarai Birodalom. Benne továbbra is Buganda volt a legerősebb államalakulat.
A birodalom 16. században ötfelé szakadt, a Bugandai, Ankolei, Bunyorói, Torói és Busogai Királyságokra. Az öt királyság között folytonosak voltak a háborúk. A nilóták már az i. e. 2. században kezdtek betelepedni a területre, és a számuk egyre nőtt, míg a 15. század derekára már az ország területének 40%-án ők voltak többségben. Jobbára szarvasmarhák tenyésztésével foglalkoztak.
A Bunyoro-Kitarai állam a mai Uganda területét és a Fehér-Nílustól délre fekvő területeket foglalta magába. A korai állam végét az jelentette, amikor a területre állattenyésztő, luo nyelvet beszélő törzsek hatoltak be, és leigázták a jórészt földművelő bantukat, akik ekkorra már magas szintű anyagi kultúrát hoztak létre. A 17. század végén kialakult korai feudális államok (Buganda, Toro, Unjoro, Karagwe és Ankole) közül a Viktória-tó északi partján fekvő Buganda volt a legjelentősebb, amely I. Mutesa király uralkodása idején (1856–1884) érte el hatalmának csúcsát. Ennek a történelmi korszaknak az európaiak megjelenése (1862) jelentette a végét, a térség gyarmatosítása a Birodalmi Brit Kelet-Afrika Társaság működésével megkezdődött.

### Újkor
Az első európaiak, két brit utazó: John Hanning Speke és James Augustus Grant, 1862-ben érkeztek a területre. 1864-ben az Albert-tó és a Murchison-vízesés felfedezésében jelentős érdemeket szerzett Sass Flóra magyar felfedező is, aki férje, Samuel White Baker oldalán vett részt a Fehér-Nílus forrásának kutatásában. Egy ideig német befolyás is érvényesült. Emin pasa 1885-1889 között itt tartózkodott és megpróbálta megszerezni Németország számára a területet. 1890-ben azonban megállapodtak a felek és brit befolyási övezetnek nyilvánították a térséget.
A briteknek 1894-ben sikerült védnökségi szerződést kötni Bugandával, két évvel később Bunyoróval és Toróval is. Ezen területek egyesítéséből jött létre az Ugandai Protektorátus. Buganda, amelynek élén keresztény uralkodó állt, vezető politikai és gazdasági szerepet élvezett a védnökségen belül. Lakói, a gandák számos gyapotültetvényt birtokoltak. Különleges helyzet alakult ki azzal, hogy a viszonylag kis lélekszámú fehér kisebbség nem rendelkezett számottevő politikai befolyással, és 1945-ben már a feketék is részt vettek a helyi Törvényhozó Gyűlésben. Az élénken fejlődő gazdaság nem csak ruandai és burundi bevándorlókat vonzott, de indiai kereskedők is jelentős számmal érkeztek az országba.

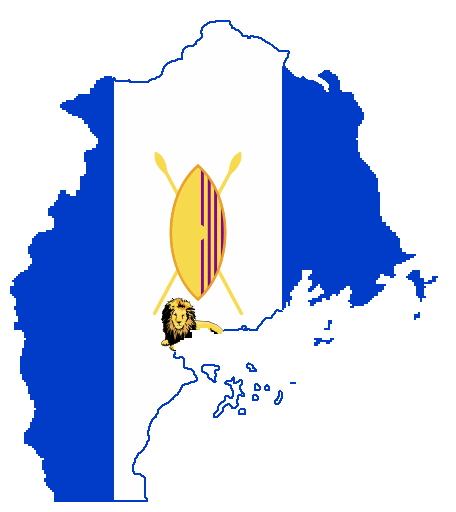
Buganda területe és zászlaja

A bugandai parlament 1960-ban nyilatkozatban jelentette be, hogy kilép az Ugandai Protektorátusból, és függetlenséget követel. Uganda 1961-ben belső önkormányzatot kapott, Buganda speciális szövetségi státusával, majd 1962-ben elnyerte teljes függetlenségét, de megtartotta a Brit Nemzetközösség-beli tagságát. Az 1962-es választásokat Milton Obote pártja nyerte a kabaka vezette Kabaka Yekka Párt támogatásával. Így alakult ki az a helyzet, hogy II. Sir Edward Mutebi Mutesa kabaka egyszerre volt király és demokratikusan megválasztott köztársasági elnök is.
Az 1960-as években Uganda is kísérletezett az afrikai szocializmus ideológiájával; 1966-ban Milton Obote puccsot hajtott végre és bejelentette az egypártrendszer létrehozását. 1967-ben szocialista alkotmányt fogadtak el, eltörölték a feudalizmust, ami a monarchia végét is jelentette, és államosításokat jelentettek be. 1971-ben azonban Idi Amin Dada ellentétes irányú katonai puccsot hajtott végre, és elfordult a szocializmustól.
Idi Amin Dada 1971 és 1979 között volt az ország katonai diktátora. Hatalomgyakorlása alatt egyes források szerint 100 000, más források szerint 300 000 embert öltek meg. Amin rendszere üldözte az ázsiaiakat és a keresztényeket is. 1971-ben kivégeztette a hadsereg acsoli, langi tagjait – korábban ezek alkották Obote kitüntetett helyzetben lévő különleges erőit –, 1974-ben pedig lugbara nemzetiségű tisztjeit. Az ország értelmisége is ellenség lett, a megsemmisítésüket módszeresen hajtották végre, emiatt aki csak tehette, elmenekült Ugandából. Intézkedései eredményeként a gazdasági helyzet katasztrofálissá vált, és az ország a teljes nemzetközi elszigetelődés szélére jutott, amikor szövetséget kötött Moammer Kadhafival. Kettejük és a Palesztinai Felszabadítási Szervezet közreműködésével történt 1976. június 27-én az entebbei nemzetközi repülőtéren tartózkodó zsidó utasok túszul ejtése. Idi Amin segítette a palesztin terroristákat a tel-avivi Air France-járat eltérítésénél. 1978-ban Amin területi követelésekre is hivatkozva megtámadta az Oboténak menedéket adó Tanzániát. A háborúban az ugandai katonák ereje és szervezettsége csak a menekülésre volt elegendő, és miután 1979 áprilisában Idi Amin elhagyta az országot, a tanzániai haderők segítségével felkelés döntötte meg a diktátor rendszerét.

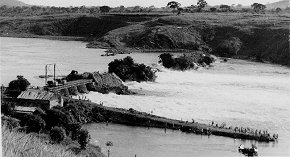
Gátépítés a Fehér-Níluson

1980-ban másodszorra is Obote lett az elnök. Feltételezett választási csalások miatt 1981-től polgárháborúba sodródott az ország, és 1985-ben Obote kormányát ismét katonai puccs döntötte meg. A háború befejezése után, 1986. január 26-án Yoweri Museveni lett az elnök, aki erős egypárti kormányzást vezetett be, és fokozatosan megszilárdította hatalmát. 2011-ben immáron ötödik alkalommal választották meg elnöknek.
1994-ben Uganda déli része bázisul szolgált a menekült ruandai tusziknak, amikor a Ruandai Hazafias Hadsereg (RPA) ugandai területről indított támadást a ruandai népirtásban részt vevő hutu hadsereg és milíciák ellen. A népirtás idején, akárcsak korábban (1959–60-ban, majd 1990-ben), sok ruandai menekült Ugandába, többségük az RPA győzelme után (1994. augusztus) hazatért.
1998 és 2003 között Uganda hadserege részt vett a második kongói háborúban. Az ország északi régiójában jelenleg (2010-es évek) is háború zajlik (ld. acsoliföldi felkelés) a nemzetközi közösség által terroristaként számon tartott Joseph Kony  által vezetett  "„Az Úr Ellenállási Hadserege”  (LRA ) és az ugandai, valamint az őket támogató szudáni és kongói (volt Zaire) kormánykatonák között.

## Államszervezet és közigazgatás
Uganda államformája köztársaság, a hatalmat (az Egyesült Államokhoz hasonlóan) elnöki (prezidenciális) formában gyakorolják. A köztársasági elnök (itt elnök) a végrehajtó hatalom feje. A kormány nem a parlamentnek, hanem az elnöknek felelős, akit népszavazással választanak meg. A miniszterelnök hatalma korlátozott.
Az ország elnöke (2018 elején) Yoweri Kaguta Museveni, aki 1986 óta az állam és a kormány legfőbb vezetője. Kormányalakításkor ő jelöli ki az alelnököt és a miniszterelnököt. (2018-ban Edward Ssekandi és Ruhakana Rugunda.) Az ugandai országgyűlés 385 tagú, melyből 137-et a katonaság, az állami tisztségek hivatalból jelen lévő képviselői és a kerületekben felállított női képviselők (a nők is lehetnek pártok tagjai) alkotnak. A fennmaradó 237-et ötévente, népszavazással választják meg.
Az 1990-es években Uganda nemzetközi megítélése sokat javult. Megalakult az Afrikai Vezetők Új Generációja nevű szervezet, melybe a kelet-afrikai államvezetők tartoztak. A cél az volt, hogy az államfők is támogassák az írástudatlanság felszámolását. Az ország megítélését viszont rontotta az, hogy a második kongói háborúban az ugandai haderő a Kongói Demokratikus Köztársaság ellen fordult.
Museveni elnök megszilárdította belpolitikai hatalmát, sikerült a gazdaságot is fejleszteni és az államadósság is csökkent. Nagy belpolitikai siker volt, amikor közel 60%-os győzelmet aratott pártja a 2006-os választásokon. Az elnök legerősebb kihívója a Fórum a Demokratikus Változásért vezetője, Kizza Besigye volt.
2011. február 20-án tartották a következő választásokat, amelyeket az akkorra már 25 éve hatalmon lévő elnök még nagyobb fölénnyel nyert meg: ekkor a szavazatok 68%-át szerezte meg. Egy ugandai sajtóorgánum és az Ugandai Kormányzati Ellenőrző Platform (Ugandan Governance Monitoring Platform) közvéleménykutatása szerint a 2016-os választást a megkérdezettek 56%-a szerint megnyerheti.
Museveni elnök megválasztása után a pártok mozgásterét lényegesen beszűkítette, hogy az erősödő szélsőségeseket ellehetetlenítsék. A Mozgalom nevű, „pártatlan” rendszerben minden politikai párt létezhetett, de nem folytathatott szervező tevékenységet. A pártok nem alapíthattak szervezeteket és nem tarthattak pártgyűléseket. Ez a korlátozás már nincs érvényben, mivel 2005 júliusában a pártok részleges korlátozásának beszüntetését alkotmánymódosítás keretében kétharmados többséggel szavazta meg az országgyűlés. Az új alkotmány emellett az elnök korábbi hatalmát is csökkentette.
Ugandában az államszervezet és a közigazgatás is jellemzően korrupt. Az Amerikai Külügyminisztérium által kiadott Az ugandai emberi jogok 2012. című jelentés szerint „a Világbank mutatói tükrözik az ország korruptságát, az országban évente 790 milliárd shillinget költenek korrupcióra”. Az ország a korrupcióérzékelési skálán 2011-ben 29-es értéket ért el, ezzel megelőzte Kenyát és Tanzániát. A mutatón a magasabb számok kisebb korrupciót jeleznek, míg a kisebb számok nagyobbat. Az átláthatósági világranglistán a 176 ország közül a 130. helyen áll (Magyarország 46.). Az országban 2008 óta új korrupcióellenes stratégia van érvényben, amelyet 2009-ben és 2011-ben módosítottak. A Transparency International 2012-es jelentése szerint a korrupció visszaszorítására erős, jól felépített törvényi keretek vannak, a végrehajtói akaratban és az ellenőrzésben vannak hiányosságok.

### Közigazgatási beosztás
Az állam területét négy nagy régióra (region) osztják: a Nyugati, Keleti, Északi és Központi régióra. Ezeket kisebb kerületek (district) alkotják. Ez utóbbiakból eredetileg 76 volt, de 2006. július 1-jétől 112-re nőtt a számuk. A legtöbbjük kereskedelmi és közigazgatási központként szerepet játszó városokról van elnevezve. Az önkormányzatok közös jogi és koordinációs szervezete az Ugandai Önkormányzatok Szövetsége (ULGA), amely a jogi és szervezeti feladatok összehangolását, kormányzati tennivalók decentralizálását végzi, konzultációs hátteret biztosít, és országos, illetve nemzetközi szinten is kifejti a tagszervezetek képviseletét.

### Emberi jogok

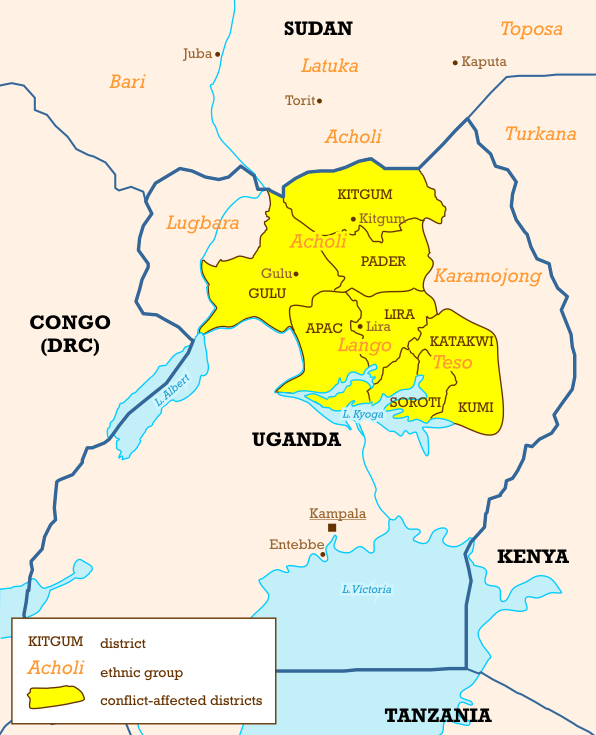
A konfliktus helyszíne sárga színnel jelezve

Az ország sok részén az alapvető emberi jogokat sem tartják tiszteletben. Az állam északi területén lezajlott konfliktusok során jellemzően sok visszaélés történt elsősorban Az Úr Ellenállási Hadserege részéről. 2009-ben bírósági per is indult a szervezet ellen, „megdöbbentő brutalitás” vádjával. 2015 januárjában Dominic Ongwent, az Úr Ellenállási Hadseregének egyik vezetője feladta magát a térségben állomásozó amerikai csapatoknak.
Az otthonukból elűzött emberek száma meghaladja a másfél milliót és harmincezer gyereket raboltak el. A polgárháború és az acsoliföldi felkelés során az erőszakszervezetek a kínvallatást széles körben alkalmazták. A kialakult belpolitikai helyzet (beleértve az ellenzékiek tevékenységét) nemzetközi bonyodalmakat is kiváltott, például 2005 májusában a brit kormány megvonta támogatását az országtól. Az amerikai kormány 39 oldalas elemzése kiemelte a politikai indíttatású eltűnéseket, az egészségtelen és kegyetlen börtönviszonyokat, valamint a zaklatásokat is. Kizza Besigye ellenzéki vezető letartóztatása (nemi erőszak és árulás vádjával), a parlament felsőházának ostroma és a gyülekezési jog erőteljes törvényi korlátozása is rontotta az ország nemzetközi megítélését. A 2008-as gyülekezési törvény előírja, hogy a gyűlés céljától függetlenül rendőrségi engedély szükséges, ha 25 főnél többen gyűlnek össze. A politikai célú összejövetelek 2013-ban már abban az esetben is rendőrségi engedélyhez voltak kötve, ha a létszám elérte a 3 főt. Egyes tiltakozó tömegmegmozdulásokat azonban atrocitások nélkül meg lehetett tartani, így 2012-ben az üzemanyag-árnövekedés ellen tüntető Gyalogolj munkába akciót is.
A szegénység miatt a gyermekmunka alkalmazása is gyakori Ugandában, és a 13 éven felüliek alkalmazását a törvények is lehetővé teszik. A legtöbbjüket a mezőgazdaságban alkalmazzák, és azok, akik dohányfarmokon dolgoznak, az elvileg szigorú szabályozás ellenére is egészségügyi veszélynek is ki vannak téve. Sokan vannak olyanok is, akik háztartásokban végeznek munkát éhbérért. Elmondható, hogy a gyermekmunka 5 éves kortól hallgatólagosan elfogadott. A leggyakoribb gyermekmunkák között az Emberi Jogok Szervezetének 2012-es jelentése a marhalegeltetéstől, útkarbantartástól a kolduláson és csempészeten keresztül a prostitúcióig a lealacsonyító munkák széles körét sorolja fel. Az emberkereskedelem mértéke az afrikai országok átlagához képest alacsony, de a probléma létezik. A gyermekkereskedelemben az idegen célországok fontos szerepet játszanak, és a Közel-Kelet, valamint a kelet-afrikai országok mellett Európa is a felvevőpiacok között van.
A rabszolgatartást és a gyermekprostitúciót az alkotmány szigorúan szankcionálja. A kiskorú lányok futtatását halálbüntetéssel sújtják, ám joghézag miatt a fiúk prostitúcióra kényszerítésére ez nem vonatkozik.
A gyermekek, kiváltképp az ország északi részén, gyakran ki voltak téve Az Úr Ellenállási Hadserege (LRA) kényszersorozásainak, azonban 2010-ben egyetlen ilyen eset sem került napvilágra. Ugandában egyébként nincs sorkatonai szolgálat, az önkéntesek számára pedig 18 év az alsó korhatár.
Az USA Menekültügyi Bizottsága számos jogsértést jelentett 2007-ben. Például az ugandai kormány erőszakosan kitelepítette a szomszédos országok bevándorlóit, akik a jobb élet reményében érkeztek.
Museveni 2009 szeptemberében nem adta meg az engedélyt Kabaka Muwenda Mutebinek, a bugandai királynak, hogy meglátogassa az egykori Buganda földjét. Emiatt zavargások törtek ki, melyekben közel 40 ember vesztette életét.
A sajtó- és a szólásszabadság terén is gyakoriak a visszaélések, a sajtó munkatársait rendszeresen érik zaklatások. Ugyanakkor törvénytelen fogva tartás mellett kínvallatás, kényszermunka is előfordult 2012-ben. Az internethasználat viszont nem korlátozott, 2012-ben egyetlen esetet sem jelentettek. Ebben közrejátszik az is, hogy az internetellátottság igen alacsony, a háztartások alig 4,5%-ában van elérhetőség. A lakosság 13%-a használta már az internetet.

### Az LMBT-jogok

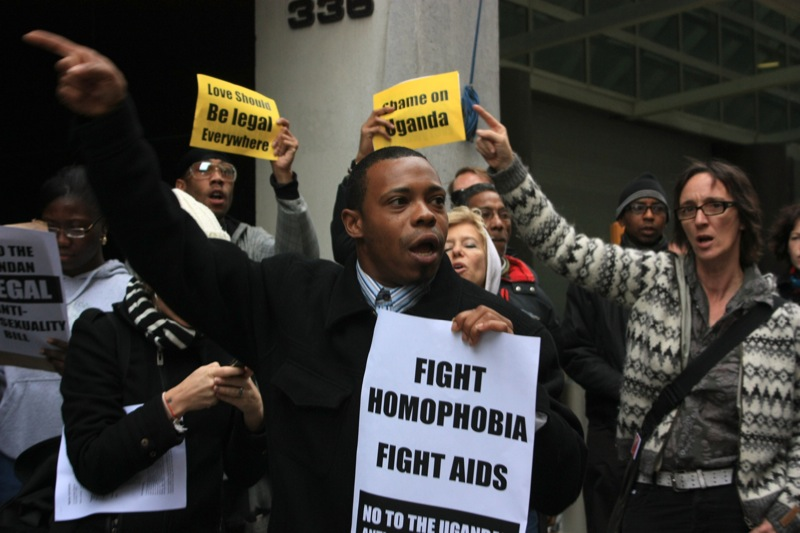
A homoszexuálisokat sújtó törvény ellen tüntető emberek New Yorkban

Ugandában az LMBT-jogok sincsenek biztosítva. Az ország törvényei mindig is ellenezték az azonos neműek közti szexuális kapcsolatot. A gyarmati időszak alatt is kirekesztették őket, bár a mainál enyhébb mértékben büntették meg a homoszexuálisokat. Ezen tervezett szigorítani az Ugandai Parlament, első ízben 2010-ben. Az ekkor tervezett szigorításban a legsúlyosabb esetben halálbüntetéssel szankcionálták volna az ugandai melegeket. A törvényjavaslatot a nyugati országokban rendkívül erősen bírálták, Barack Obama, az Amerikai Egyesült Államok elnöke egyenesen szégyenletesnek tartotta azt. Museveni elnök végül nem írta alá a törvényt, így akkor még nem történt érdemi változás az ügyben.
2014 február elején Museveni viszont már elfogadta az országgyűlés újabb törvényjavaslatát, melyben továbbra is illegálisnak nyilvánították a homoszexualitást és az addigiakhoz képest súlyosabb büntetés kiszabását írták elő. További változás, hogy addig csak a férfiakat szankcionálták, akkortól már a nőket is. Nők esetében a büntetés maximum 7 év börtön és/vagy pénzbüntetés, férfiaknál életfogytiglani szabadságvesztés.
2023-ban az ugandai parlament elfogadott egy törvényt, amely szerint halálbüntetéssel vagy életfogytiglani börtönnel sújtják a homoszexualitást.
| LMBT jogok helyzete tevékenységenként (táblázat) |                       |
| --- | --------------------- |
| \| Tevékenység \| Engedélyezett/tiltott \| \| ------------------------------------------------------------------------------- \| --------------------- \| \| Egyneműek szexuális tevékenysége \| \| \| Anti-diszkrimináció alkalmazása \| \| \| Egyneműek házassága \| \| \| Férfiak férfiakkal folytatott szexuális kapcsolata esetén véradás engedélyezése \| \| \| Melegek vagy leszbikusok szolgálata a hadseregben \| \| \| Házasság egy másnemű emberrel egynemű házasság után \| \| \| Gyermek örökbefogadása egy hagyományos házaspártól \| \| \| Béranyaság melegházasság esetén \| \| |                       |
| Tevékenység | Engedélyezett/tiltott |
| Egyneműek szexuális tevékenysége | Tiltott               |
| Anti-diszkrimináció alkalmazása | Tiltott               |
| Egyneműek házassága | Tiltott               |
| Férfiak férfiakkal folytatott szexuális kapcsolata esetén véradás engedélyezése | Tiltott               |
| Melegek vagy leszbikusok szolgálata a hadseregben | Tiltott               |
| Házasság egy másnemű emberrel egynemű házasság után | Tiltott               |
| Gyermek örökbefogadása egy hagyományos házaspártól | Tiltott               |
| Béranyaság melegházasság esetén | Tiltott               |

### Védelmi rendszer

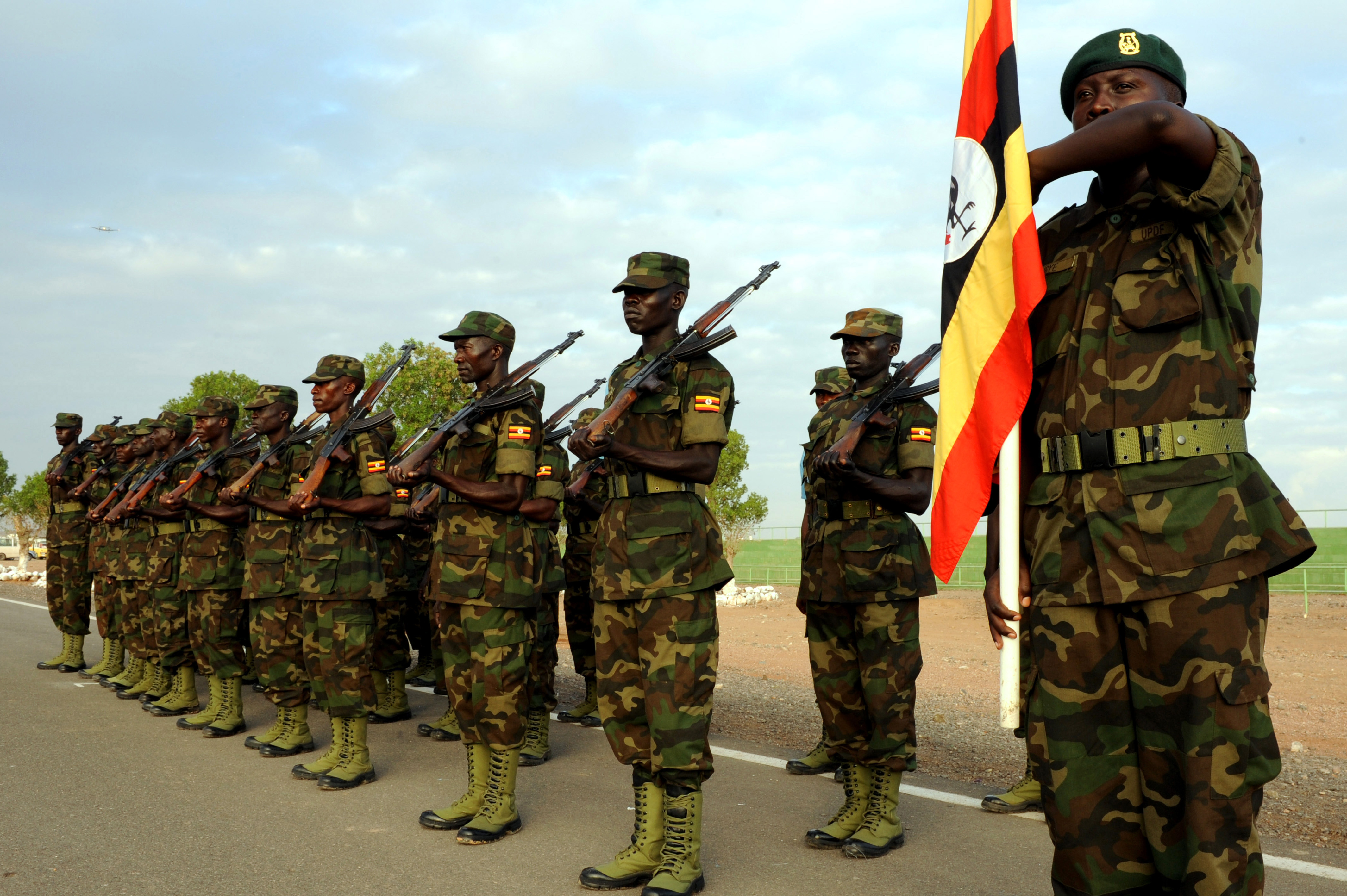
Az Ugandai Népi Védelmi Erő egyik szakasza

Az Ugandai Népi Védelmi Erő (angolul: Uganda People’s Defence Force; UPDF) – korábban a Nemzeti Ellenálló Hadsereg – Uganda fegyveres katonai ereje. 2007-től 2011-ig az International Institute for Strategic Studies (azaz a Stratégiai Tanulmányok Nemzetközi Intézete) minden évben becslést végzett a hadsereg létszámáról. A becslések szerint 2007–2013 között körülbelül 45 000 katona teljesített szolgálatot. A katonai kiadásaik 2013-ban 675 millió dollárt tettek ki.
Amikor az állam 1962. október 9-én elnyerte függetlenségét a Brit Birodalomtól, a kor legkorszerűbb hadi eszközeit örökölte az ország. Obote idején feszültségeket okozott, hogy az elnök az acsoli és langi nemzetiségekre különleges figyelmet fordított. Idi Amin tartva ezektől a katonáktól, kivégeztette őket, ami a hadseregen belül bizonytalanságot okozott. A katonai kiadások csökkentése és a morális problémák vezettek az 1979-es tanzániai kudarchoz és így Amin meneküléséhez is. Idi Amin után az ugandai kormányzat igyekezett erős haderőt fenntartani, és a hadsereg jelentős politikai tényezőként meghatározó szerepet játszott az ország életében. Museveni elnök újraszervezte és fejlesztette a hadsereget. Az első és a második kongói háborúban is ő volt a hadsereg főparancsnoka. Sok ugandai katona teljesít szolgálatot a Kongói Demokratikus Köztársaságban, Dél-Szudánban és a Közép-afrikai Köztársaságban.
Az ugandai légierő is megsínylette Idi Amin tevékenységét, és az addig többnyire szovjet gépekkel repülő haderőnem hadra fogható repülőgépek nélkül maradt. Az Egyesült Államokból kapott L–39 Albatros repülőgéppel újrainduló pilótaképzést a MH 59. Szentgyörgyi Dezső repülőbázis korábbi pilótája, Czingáli „Czingi” Tibor vezette, aki a helybeliektől a megtisztelő Kalema Kimbugwe nevet kapta. A légierő 2013-ban is jobbára orosz technikai eszközöket használt.
Uganda védelmében az Ugandai Rendőri Erők (Ugandan Police Force, UPF) látja el a legfőbb rendfenntartó szerepet, amely a belügyminisztérium (Ministry of Internal Affairs) hatásköre alá tartozik. Bár az UPF külső segítséget is kap, de ez a szervezet felelős a Karamoja terület lefegyverzéséért is. Ellátja a választások idején szükséges biztonsági tennivalókat és a gyülekezési joggal kapcsolatos teendőket. A munkáját több alárendelt szervezet segíti, de a rossz felszereltség, eszközhiány, alacsony bérezés, szakemberhiány, képzés hiánya sok nehézséget okoz. A rendőrség munkájára számos panasszal éltek – a 2011–2012-es éves jelentésben több mint 4000 emberi jogi vonatkozású bejelentést rögzítettek, és 852 esetben marasztaltak el felelősöket, míg több mint ezer esetben bizonyítottság híján ejtették az ügyet. Ugyanebben az időszakban 743 rendőrtiszt vett részt emberi jogi és alkotmányossággal kapcsolatos képzéseken.

## Közlekedés

### Közúti közlekedés

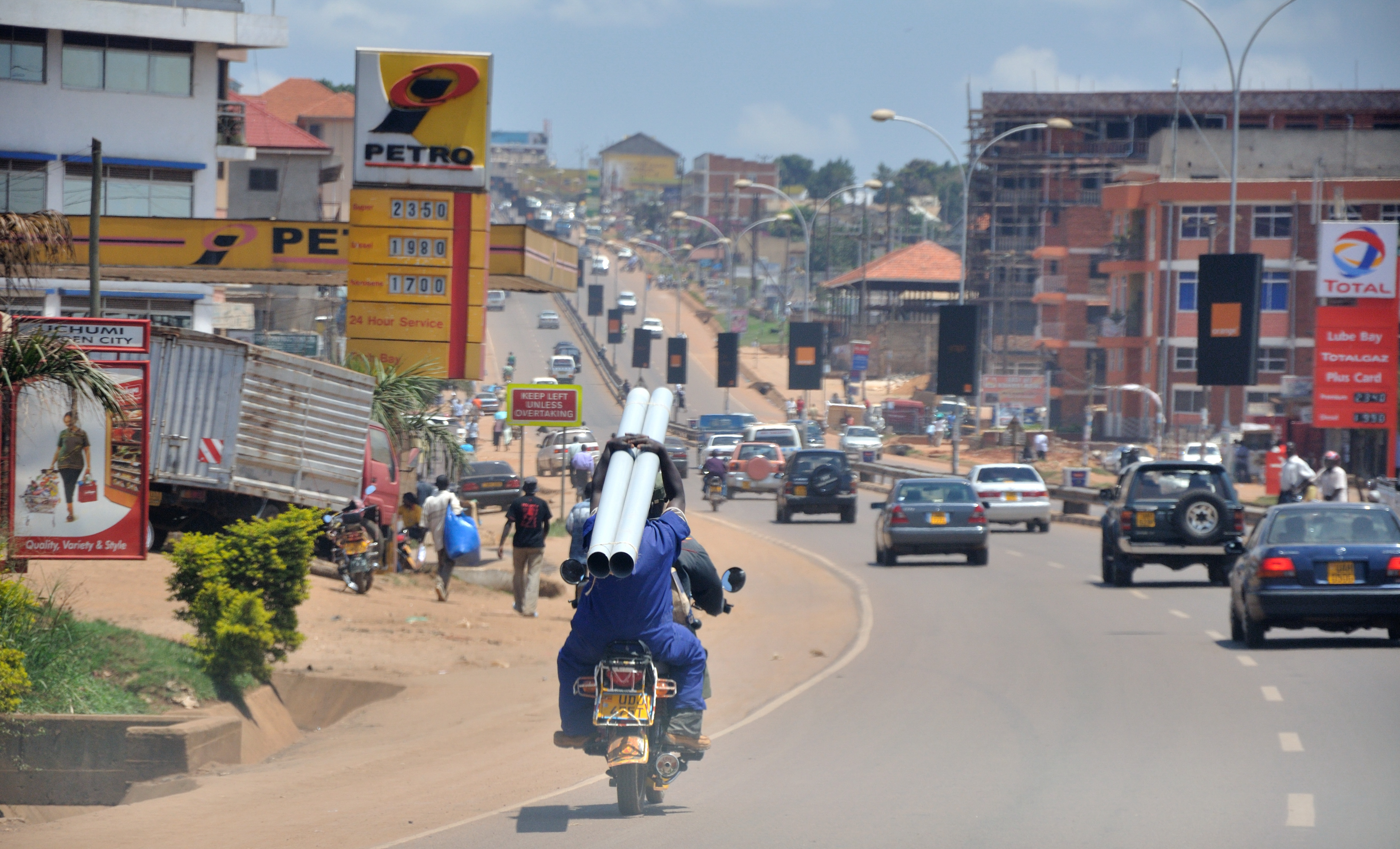
Az -os főútvonal kivezető szakasza Kampalából

Az ugandai utak állami, kerületi, városi és közösségi kategóriákra vannak felosztva. Az állami utak kezelője az Ugandai Nemzeti Közúti Hatóság (Ugandan National Road Authority), amelyet az Ugandai Útalap törvény ruházott fel ezzel a feladattal. Más utak más kezelők felügyelete alá tartoznak, kategóriabeli hovatartozásuk szerint. Az utak hossza 2014-ben körülbelül 21 000 km volt, ebből közel 3500 km volt aszfaltozott. Az aszfaltozatlan utak többnyire kővel felszórt (murram) földutak, amelyek az esős területeken a kimosódás miatt gyakran igen rossz állapotba kerülnek.  A legtöbb út Kampalából fut ki  és állapotuk többnyire jó. Az aszfaltozott utak mindössze 600 kilométere számít rossz minőségűnek. Gyakori tereptárgyak a hidak, amelyek állapota igen változó, egyes utakon szükségmegoldásként ideiglenes hidakat kellett építeni, amelyek karbantartásáról az esős évszak előtt nyersanyag depók feltöltésével gondoskodnak. Az északi országrészben az LRA tevékenysége az utak állapotára is kihat. Ugyanakkor jelentősek a fejlesztések is, például 2009-ben adták át a forgalomnak Kampala 21 kilométeres északi elkerülő útját.
Az utak rendkívül jelentősek, mivel az ország forgalmának 95%-át teszi ki a közúti forgalom. A közúti forgalom 80%-a bonyolódik az állami utakon, bár azok az országos úthálózatnak mindössze 25%-át teszik ki. A jelentősebb útvonalakon és a főbb városokban gyakoriak a dugók, torlódások, és a balesetek is. A közúti közlekedésben angol mintára bal oldali közlekedés van. A közlekedés meghatározó elemei a motorkerékpárosok, kiváltképpen a dugókkal leginkább sújtott nagyvárosokban. Az utak közbiztonsága általában jó még az úgy nevezett Északi folyosón (North Corridor) is, fegyveres rablások, atrocitások elszigetelt jelenségnek számítanak. A veszélyeztetett útszakaszok jellemzően az LRA tevékenységi területén húzódnak. Az úthálózat fejlődése a veszélyeztetettséget is csökkenti, a nagyobb elérhető átlagsebesség révén az utazóknak rövidebb ideig kell a fenyegetett területen tartózkodniuk.
A tömegközlekedési eszközök változatosak. Népszerűek a motorbicikli-taxik, melyek helyi elnevezése boda boda, ez a közlekedési mód veszélyesnek minősített, sok baleset történik. Elterjedtek az iránytaxik (kisbuszok). 2012. március 12-én a Pioneer Easy Bus Company nevű magántársaság üzemeltetésében elindultak az első buszjáratok is. A társaság buszflottája mintegy száz, egyenként 60 férőhelyes (30-30 ülő- és állóhelyes), kínai gyártmányú járműből áll.

### Vasúti közlekedés

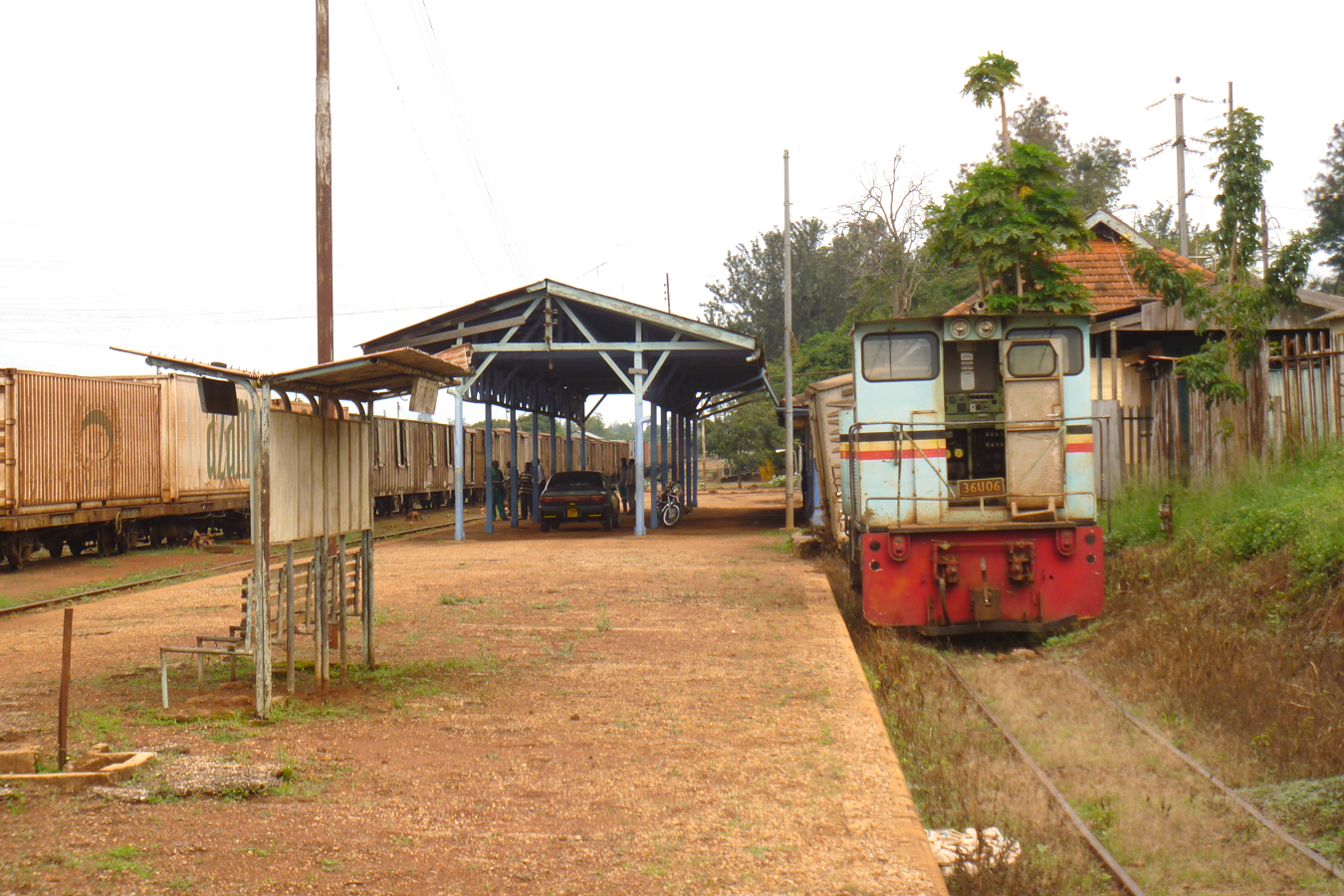
Vasútállomás és tehervonat Tororónál

Uganda vasútvonal-hálózata elmaradott. A vasút a háborúkban nagyrészt elpusztult, a helyreállítás és fejlesztés rendkívül költséges. 2012-ig 9,1 millió dollárt költöttek a pályák helyreállítására és kiépítésére. Az 1000 milliméteres metrikus nyomtávolság használatos. Az infrastruktúrát az Uganda Railways Corporation, a szolgáltatást a kenyai-ugandai Rift Valley Railways (RVR) üzemelteti. A teherszállítási kapacitás is alacsony (2012-ben 250 ezer tonna), személyforgalom gyakorlatilag nincs. 2005-ben az RVR kapott koncessziót a személyszállítás helyreállítására, és 2012-ben már tartottak egy rövid tesztüzemet a Pioneer Easy Bus sztrájkja alatt. 2013-ban öt, egyenként 100 fő befogadására képes személykocsi állt a vasúttársaság rendelkezésére Ugandában.
2007-ben Uganda megállapodott a német ThyssenKrupp céggel, ami szerint Gulu és Juba között 725 kilométeres vasútvonal fog épülni. A koncesszióban opcióként szerepel egy szárnyvonal a dél-szudáni Wau felé. A 3 milliárd dolláros vállalkozást az ércbányák szállítási igénye teszi szükségessé. Az Ugandát Dél-Szudánnal összekötő vasútvonal terve egy 2004-ben készült fenntarthatósági tanulmányban merült fel először, és több éves szünet után 2013 szeptemberében a tororói fővonali csomóponttól Gulu és Pakwach felé megnyílt egy 500 kilométeres szakasza. Az újonnan átadott vonal nem csak a dél-szudáni főváros, de a Kongói Demokratikus Köztársaság felé is kapcsolatot biztosít. Az RVR közleménye szerint a vonalon a korábban elpusztult műtárgyak helyreállítására 2 millió dollárt kellett fordítaniuk.

### Légi és vízi közlekedés

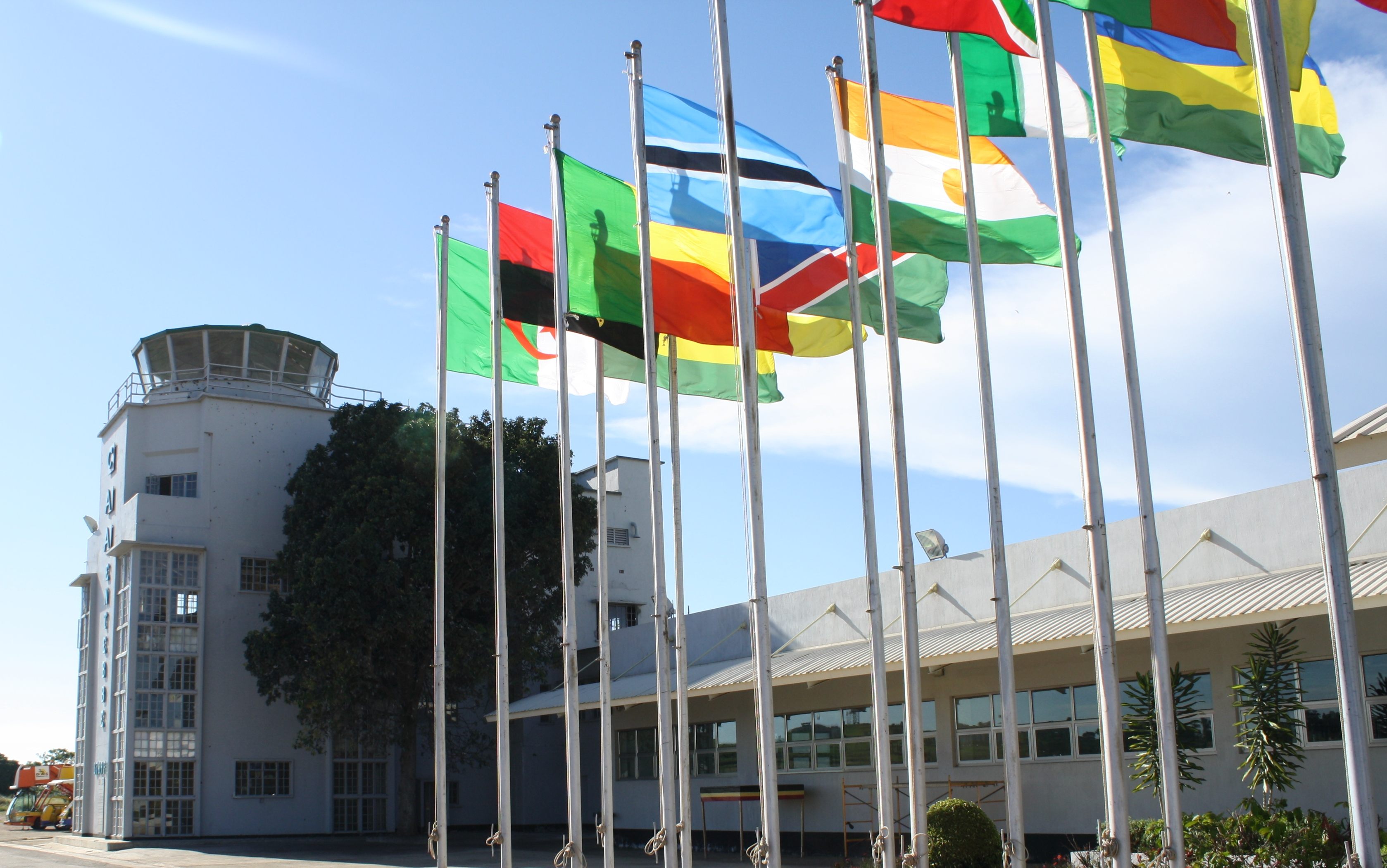
Az entebbei nemzetközi repülőtér bejárata

A légi közlekedési infrastruktúra kielégítőnek mondható. 2013 óta negyvenhét fontosabb, kiépített repülőtér található az ország különböző pontjain, azonban egyik sem a fővárosban. A legnagyobb jelentőségű az Entebbei nemzetközi repülőtér,  ahova közvetlen nemzetközi járatok is érkeznek a világ különböző pontjairól. Határrendészeti szolgálat ezen kívül csak Soroti repülőterén van, de  menetrend szerinti járatok nem érintik. A többi reptéren csak belföldi forgalom van. A tizenkét legfontosabb reptér közül csak három szilárd burkolatú, a többi burkolat nélküli (földes, füves).
A vízi közlekedés sok embernek ad munkát. Turisták tízezrei keresik fel a Viktória-tavat, valamint a folyók mentén húzódó országhatárszakaszokon is jelentős a kompforgalom. A vízisportok igen elterjedtek a turistáknak kiépített üdülőközpontokban, ahol többek közt a motorcsónakok jelentenek fő vonzerőt. A Közép-Afrika-i nagy tavakon hajózást az áradások és a szél mellett a hajók gyakori túlterhelése, a mentőmellények (akár teljes) hiánya is veszélyezteti. 2014. március 22-én az Albert-tavon két, kongói menekülteket hazaszállító hajó közül az egyik felborult és elsüllyedt, 251 utas halálát okozva. A kongói hajózás történetének legtöbb áldozatát szedő baleset elsődleges okaként a 80 fős hajóra zsúfolt közel 300 főnyi utas jelentette túlterhelést állapították meg. További fontos tényezőként kiemelték, hogy az utasok között meglehetősen kevés ember tudott úszni.

## Telekommunikáció
| Hívójel prefix | 5X |
| ITU zóna       | 48 |
| CQ zóna        | 37 |

## Népesség

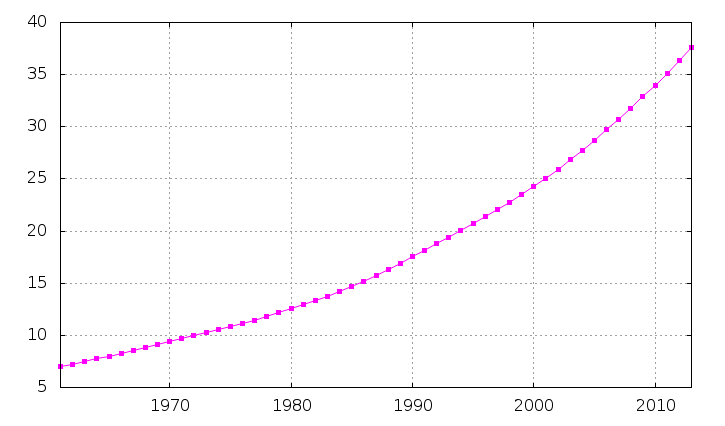
Uganda népességének növekedése

Az ország nagyon jelentős túlnépesedéssel küzd. A népesség az 1950. évi 4,8 millió főről 2010-re 34 millió főre növekedett, 2013-ra meghaladta a 37 és fél millió főt. 2001-ben a népességet 25 millióra becsülték. Az országban az átlagéletkor 15 év. A világon az ötödik legnagyobb az egy családban lévő gyerekek száma: 2012-es becslések szerint egy átlagos családban 6 gyermek nevelkedik. A születéskor várható élettartam a nőknél 53, a férfiaknál 55 év.

### Népességének változása
| Lakosok száma | 6 788 211 | 8 292 751 | 9 988 441 | 12 178 512 | 14 661 481 | 18 156 095 | 22 084 527 | 27 766 986 | 33 987 213 | 47 123 531 |
|               | 1960      | 1966      | 1972      | 1979       | 1985       | 1991       | 1997       | 2004       | 2010       | 2021       |

### Etnikumok
Uganda sokféle népcsoportnak ad otthont, ezért egyik népnek sincs meghatározó többsége. A lakosság összetétele a következő: bagandai 16,9%, banyakolei 9,5%, basogai 8,4%, bakigai 6,9%, itesói 6,4%, langi 6,1%, acsoli 4,7%, bagisui 4,6%, lugbarai 4,2%, bunyorói 2,7%, más nemzetiségű 29,6%.
A lakosság csupán 15,6%-a él a városokban. A legtöbb ember az északi területeken kisebb falvakban él.

### Vallás
Uganda vallásai
A 2014-es népszámláláskor a lakosság 84,5%-a kereszténynek vallotta magát. Ennek 39%-a római katolikus, az anglikánok aránya 32% (az állam elnöke is anglikán vallású). A maradék többsége protestáns (főleg pünkösdi), akik gyors növekedést mutatnak, ellentétben a nagy történelmi keresztény egyházakkal, akiknek hívőtábora az elmúlt évtizedekben folyamatosan csökkent.
A lakosság muszlim vallású része (13,7%) elsősorban a szunnita ághoz tartozik. Vannak azonban muszlim kisebbségek is, mint a síiták, vagy a csak „papíron vallásos” muszlimok (akik nem ragaszkodnak vallásuk előírásainak betartásához). A népesség kb. 1,8%-át az ateisták, törzsi vagy más vallásúak alkotják. A törzsi vallásúak száma erősen lecsökkent (kb. 0,1%).
Az ország déli, északi és nyugati részén túlnyomórészt a kereszténység uralkodik. A keleti részen a muszlimok, az északkeleti csücsökben pedig még jelentősebb a törzsi vallásúak aránya. A három vallás között előfordulnak konfliktusok és az összecsapások.
A zsidók kevesen vannak. 2002-ben összesen 2019-en vallották magukat annak és összesen csak egy zsinagóga van (Kampalában). Az indiai bevándorlók magukkal hozták a hindu vallást.

### Nyelvek

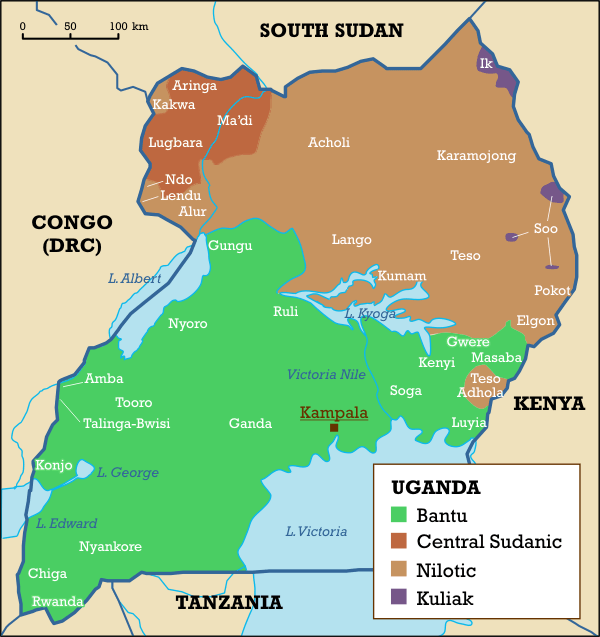
Uganda nyelvei

Uganda hivatalos nyelve az angol és a szuahéli. A szuahélit bizonyos hivatalos funkciókban használják.
A honos, bennszülött nyelvek száma 44, amelyek a bantu, továbbá a közép-szudáni és kelet-szudáni (nílusi) nyelvek közé sorolhatók. Az első csoportban a legfontosabb az ország névadója, a ganda, aztán a kinyarvanda és runyankore, a második csoportból a lugbara és a madi, a nílusiak közül az acsoli, a lango és a karamodzsong a fontosabb nyelvek.

#### Angol nyelv
Afrikában majdnem két tucatnyi országban hivatalos nyelv az angol, köztük Ugandában is. Az ugandai angol, más néven uglish egyfajta dialektusa az eredeti angolnak. Sok más ország használja még az afrikai dialektust. Az országban azért lett az egyik hivatalos nyelv, mert a függetlenné válás előtt angol gyarmat volt az ország. Ezt a nyelvet a városokban és a politikában használják.
2015-ben Afrikában Ugandát választották meg az angolul legjobban beszélő országnak.

#### Szuahéli nyelv
Ugandában a gyarmatosítás előtt ez volt a közvetítőnyelv, mint például Bugandában vagy Toróban. Ezt a nyelvet inkább vidéken, falvakban használják. A szuahéli annak ellenére lett hivatalos nyelve az államnak, hogy a luganda nyelvet többen beszélik, ennek oka, hogy a Kelet-afrikai Közösség, melynek Uganda is tagja, ezt a nyelvet szeretné közös kommunikációs médiumnak. Az ugandaiak egy része nem fogadta szívesen a nyelv hivatalossá tételét, mert korábban a hadseregben, a diktátorok által használt nyelv volt. Uganda határozott lépéseket tesz a nyelv elfogadtatásáért, a hivatalokban és az oktatásban is kötelezővé téve azt.

### Oktatás
2014-es adatok szerint az írástudás mértéke 73,2% (férfiaknál 82,6%, nőknél 64,6%) és csökkenő tendenciát mutat. 2014-ben a GDP 3,3%-át költötték az oktatásra, amellyel 164. volt az országok rangsorában (Magyarország 43.). Az oktatási rendszer a következő: 7 év alapfokú oktatás, 6 év középfokú oktatás (benne 4 év alacsonyabb szintű középfok, 2 év emelt szintű középfok) és 3 vagy 5 év felsőfokú oktatás.
A legfontosabb iskolák az egyházi szervezetek által létesítettek és ők is tartják fenn azokat. 2013-ban több magániskolát is létesítettek így Ugandában vannak magán és állami egyetemek is. A legnagyobb egyetem Kampalában található, ez a Makerere Egyetem. Az ország korábbi elnöke, Milton Obote itt diplomázott közgazdaságtanból és politikából.

### Egészségügy
[[Fájl:Annual Uganda AIDS deaths.svg|bélyegkép|

HIV megfertőződések számalegend|#a349a4|AIDS-ben meghaltak száma

Ugandának mindig is nagy gondot okozott a HIV fertőzés terjedése. A megfertőződések aránya az 1980-as éveki 30%-ról 6,4%-ra csökkent le. Azonban volt egy változás a 2000-es évek elején a 90-es évekhez képest, ugyanis a USA támogatási politikája megváltozott. Egy felmérés szerint, amelyet Uganda AIDS biztosa készített, a támogatások megvonásának következtében a HIV fertőzöttek száma nagyjából megduplázódott, azaz a 2003-as 70 000 főről 2005-ig 130 000-re emelkedett. Kutatók szerint az új fertőzések aránya 2005-től stabilizálódott, hiszen az ugandaiak jobban odafigyelnek egészségükre és terjed az óvszer használata.
Az UNICEF 2013-as jelentése szerint a nők megcsonkításának prevalenciája igen kicsi. A nők mindössze 1%-án végeztek el ilyen műveleteket. Ezek a tevékenységek egyébként is tiltottak az országban.
A születéskor várható élettartam 2012-ben 53,5 év volt. A csecsemőhalandóság mértéke is viszonylag kicsi, 1000 újszülöttből 61 halt meg. 100 000 emberre összesen csak 8 orvos jutott a 2000-es évek elején A 2006-ban készített adatok szerint évente közel 6000 nő hal meg szülés közben. Azonban a legújabb kísérleti tanulmányok kimutatták, hogy ez az arány jelentősen csökkenthető lenne az egészségügyi szolgáltatások, a közlekedés és az utak javításával.
Annak az állami intézkedésnek következtében, mely megszüntette az egészségügyi létesítmények használati díját, az ellátást igénybe vevő betegek száma 80%-kal nőtt. Ennek a növekedésnek 20%-át a legszegényebb rétegek tették ki. Ez kulcsfontosságú tényező abban, hogy Uganda eleget tegyen Az ENSZ Fejlesztési Programjának alapköveteléseihez. Ennek ellenére mégis vannak olyanok, akik inkább a drágább, de jobb minőségű magánkórházakba járnak. A rossz kommunikáció a kórházban, az egészségügyi szolgáltatásokkal való elégedetlenség, valamint az egészségügyi központoktól való nagy távolság aláássa a minőségi ellátást, különösen a szegények és idősek tekintetében.
2012 júliusában ebola járvány tört ki az ország középső-nyugati részén. Október 4-én az egészségügyi minisztérium hivatalosan bejelentette, hogy a legalább 16 ember életét követelő járvány véget ért.

### Legnépesebb települések
| 1  | Kampala | 1 659 600 |
| 2  | Kira    | 313 761   |
| 3  | Mbarara | 195 013   |
| 4  | Mukono  | 161 996   |
| 5  | Gulu    | 152 276   |
| 6  | Nansana | 144 441   |
| 7  | Masaka  | 103 829   |
| 8  | Kasese  | 101 679   |
| 9  | Hoima   | 100 625   |
| 10 | Lira    | 99 059    |
| 11 | Mbale   | 96 189    |

## Gazdaság
Az Ugandai Nemzeti Bank (Bank Of Uganda; BOU) a központi bank, amely teljes mértékben az állam tulajdonában van. A legfontosabb feladata ugyanaz, mint a legtöbb jegybanknak: az infláció csökkentése, a fizetőeszköz (itt az ugandai shilling) kibocsátása, valamint hitelnyújtás a kereskedelmi bankok számára.
A GDP összetétele 2014-ben
Uganda agrárország, jelentős a növénytermesztés és az ország területét borító erdőkből fakitermelést is folytatnak. A tavakon és a folyókon sok embernek ad megélhetést a halászat és a szavannák legelőin az állattartás a meghatározó.
Uganda természeti kincsekben gazdag. A termékeny a talaj és a csapadék szabályos eloszlása segíti a mezőgazdaság fejlődését és biztosítják a termény jó minőségét. A Kelet-afrikai-magasföldön bányászott kobalt, higany és réz a helyi ipar fejlődését eredményezi. Az országnak nagy volt az energiafüggősége mindaddig, amíg Nyugat-Ugandában (az Albert-tó környékén) nem találtak kőolajat. Az említett területen, jelentős mennyiségű kőolaj és földgáz is van, mely a vegyipar számára ad nagy fejlődési lehetőséget. A vegyipar működéséhez két dologra van szükség; valamilyen vegyipari alapanyagra (például kőolaj, földgáz, szénféleségek) és nagyon sok vízre. Mivel Uganda esetében mindkét feltétel teljesül, a vegyipar működőképes.
1986 óta a Yoweri Museveni-féle kormányok mindig a gazdaság talpra állítása felé tettek lépéseket. A közlekedés és a kommunikációs rendszer egy része az Ugandai–tanzániai háborúban megsérült, de ezeket később újraépítették.

### Gazdasági ágazatok
- Mezőgazdaság: növénytermesztés, állattenyésztés

Az ország gazdaságát a mezőgazdaság túlsúlya jellemzi. Földjén gyapotot, kávét, teát,
kukoricát, kölest, maniókát termesztenek. Lakói közül sokan a félnomád állattenyésztésből (házi kecske, juh, szarvasmarha) és a tavi halászatból élnek.

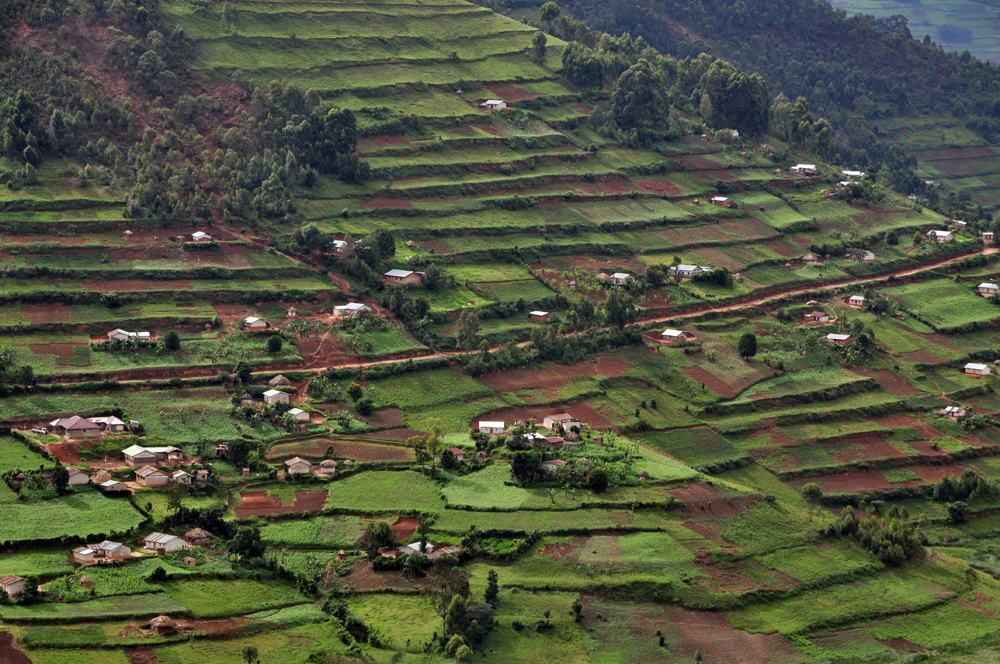
Teraszosan művelt hegyoldal Uganda délnyugati részén

- Ipar: bányászat – energiaipar – könnyű- és nehézipar

Az ország bányászata a 2020-as évek elejétől elfutó ágban van. A kezdetben igen szerény mértékű ásványkincs-bányászat (réz, egyéb színesfémércek), mértéke robbanásszerűen megnövekedett. 31 millió tonna aranyérc vár kibányászásra az ország területén. Ez óriási mennyiség a világ legnagyobb aranybányái termeléséhez viszonyítva is.
A Fehér-Níluson található gát vízerőműként funkcionál és elektromos energiát termel. Az ország ipara a mezőgazdasági terményeket dolgozza fel.

#### Külkereskedelem
- Kiviteli cikkek: kávé, halak, feldolgozott haltermékek, tea, arany, gyapot, vágott virág;[112]
- Behozatali cikkek: általános iparcikkek, járművek, kőolajtermékek, orvosi berendezések, gabona;[113]

Legfőbb külkereskedelmi partnerek 2016-ban:
- Export: Kenya 20,9%, E. Arab Emirátusok 11,2%, Ruanda 9,5%, Kongói Dem. Közt. 8,9%, Olaszország 4,5%
- Import: Kína 17,9%, India 17,2%, E. Arab Emirátusok 9,5%, Kenya 9,2%, Japán 5,2%, Dél-afrikai Közt. 4,5%, Szaúd-Arábia 4,4%

## Kultúra

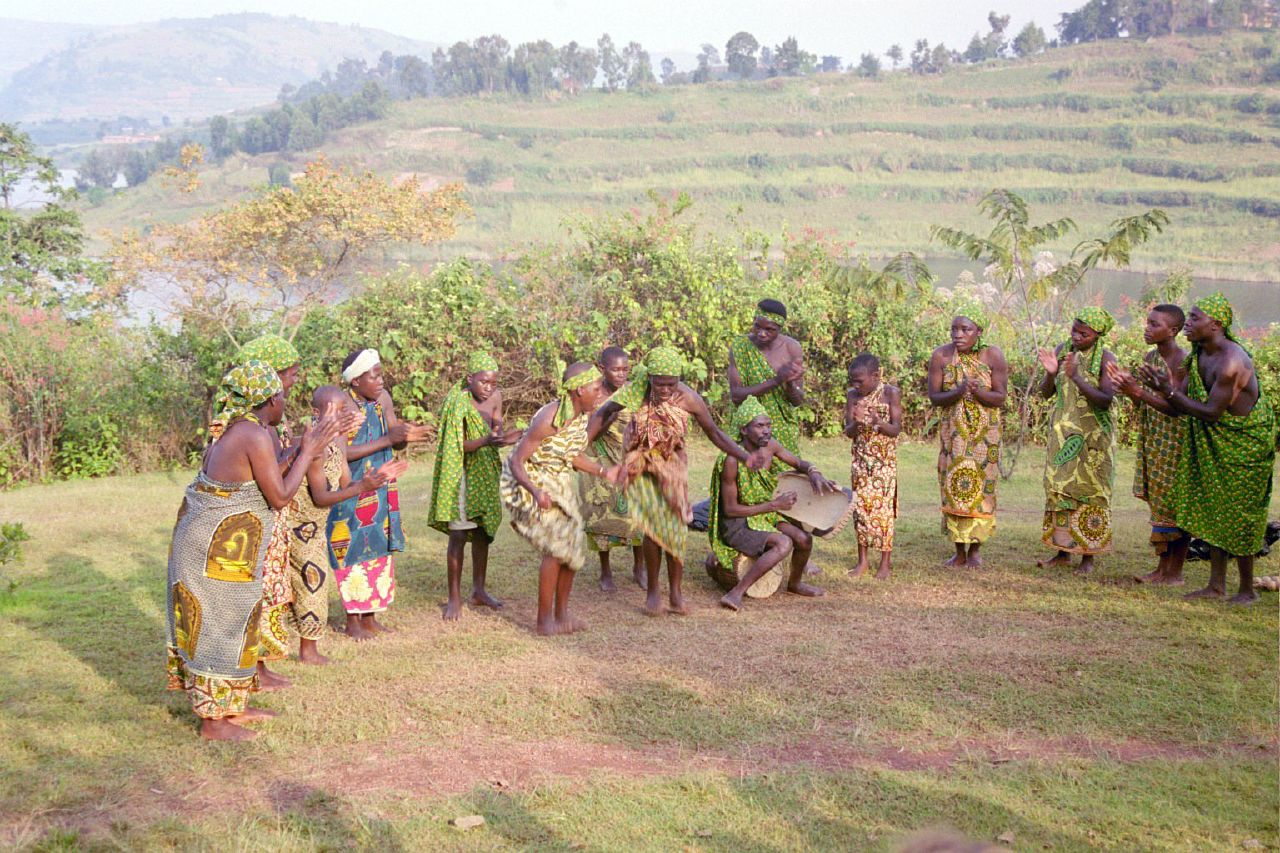
Batwa törzsi táncosok, Buhoma

A sokféle közösségnek köszönhetően a kultúra nagyon változatos a közép-afrikai országban. Sok ázsiai (leginkább indiai) hagyta el a területet Idi Amin Dada uralma alatt, akik részben később visszatérhettek.

### Zene
Uganda népeinek zenéje jellemzően ritmuscentrikus. A ritmusvilág komplexitása és a hangszerelés a törzsek és a több mint 30 etnikum szerint változó. Az énekeket gyakran kísérik hangszerek. A hangszerelés az egyszerű szólótól az (estenként nagyobb létszámú) zenekarig nagy változatosságot mutat. Az ugandai zenére jellemző az ötfokú skála, egyes törzseknél hexaton (hatfokú) is előfordul. A zenéhez társuló szövegek szándékosan közösségformáló, társadalomalakító hatásra törekednek.
A zene egy nagyon fontos kulturális és kommunikatív eszköz Ugandában. Az elmúlt években a Smithsonian Folkways nevű folklórzenekar két albumot készített, amelyek két régió zenéjét foglalják magukba. Ezek a Music from the Jewish People of Uganda (Zene az ugandai zsidóktól) és a Coffee, Music & Interfaith Harmony in Uganda (Kávé, zene és vallások harmóniája Ugandában) címet viselik.

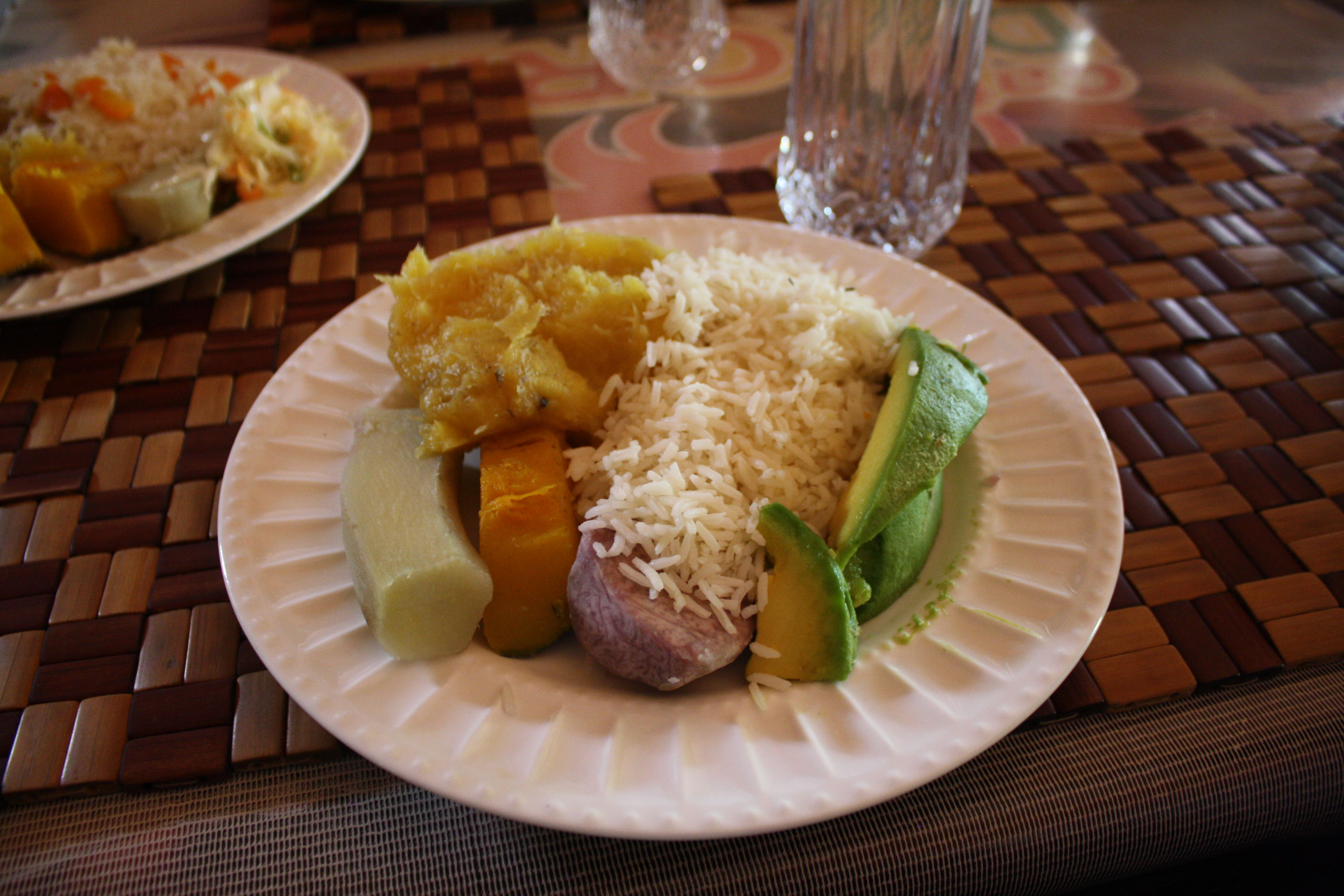
Jellegzetes ugandai ételek: matooke, rizs, édesburgonya, sütőtök

### Gasztronómia

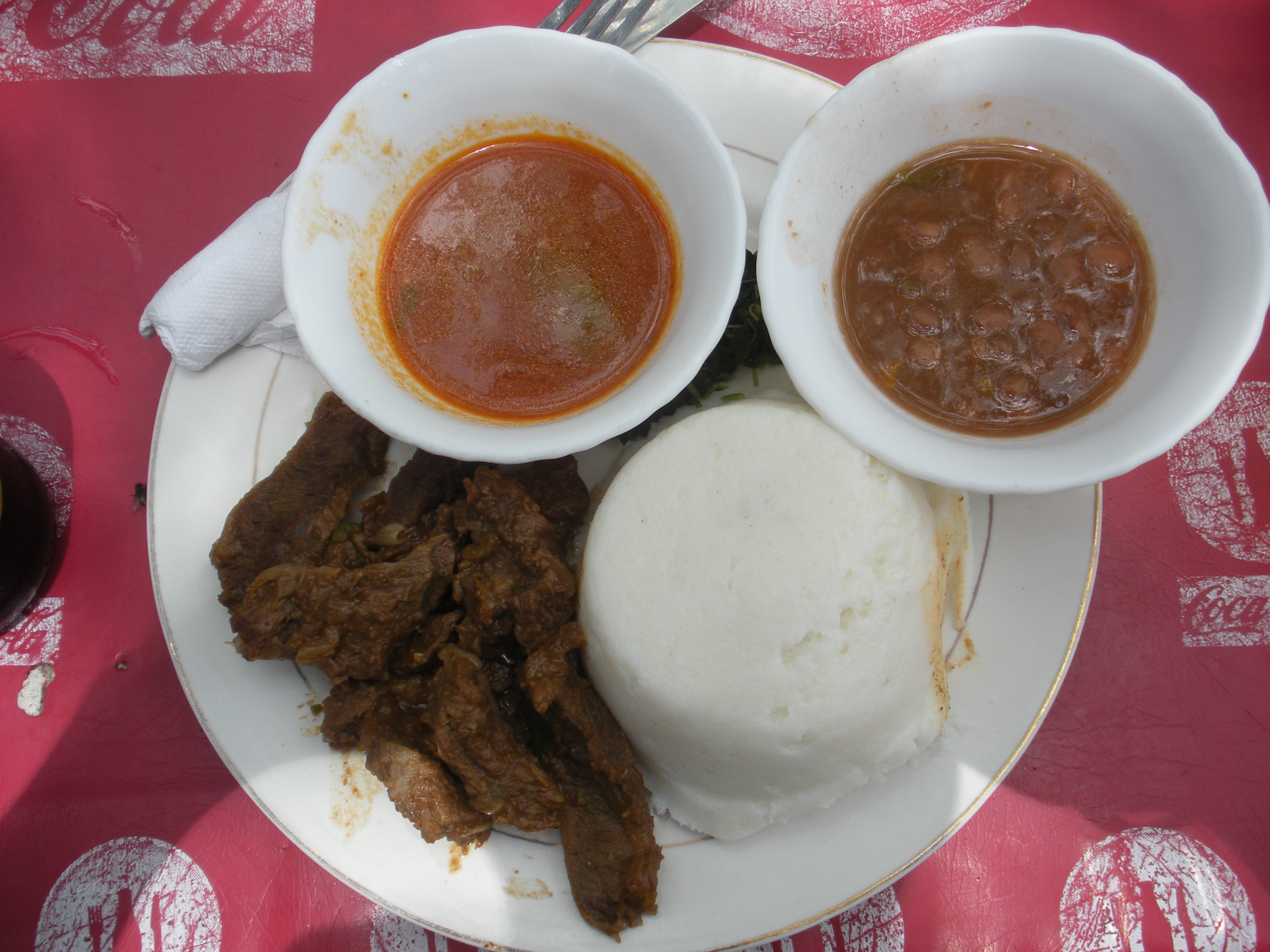
Ugali marhahússal és szósszal

Uganda számos népcsoport otthona, emiatt nem nagyon lehet olyan ételt megnevezni, amit nemzeti ételként tartanának számon. A déli, nyugati és középső régiókban az alapvető élelmiszerek közé tartozik a banán, a kukorica, a rizs, az édesburgonya, a jamszgyökér, a földimogyoró, a sütőtök, a bab, különféle zöldségek és gyümölcsök. Ezeket az egyes népcsoportok saját ízlésviláguk szerint dolgozzák fel. Jellemzően a házi tyúk, a kecske, a juh és a szarvasmarha húsát fogyasztják, ahol elérhető, valamint időnként vadállatok húsát és halakat például az ízletes húsáról nevezetes nílusi tilápiát. A szárazabb északi vidékeken a manióka, a köles, a cirok és a szezám számít alapvető élelemforrásnak.
Az országszerte elterjedt ételek közé tartozik a matooke, főzőbanánból készült főzött pép, melyet gyakran földimogyorószósszal fogyasztanak, valamint a luwombo, egyfajta húsos ragu (csirke-, marha- vagy kecskehúsból). Ugyancsak tipikusnak mondható a posho, ugali vagy nsima, egyfajta kemény kukoricakása, amit babbal és hússzósszal fogyasztanak, jobbára a városokban, ahol olcsóbb étel, mint a főzőbanán. Az iskolákban is gyakori reggeli a kukoricakása. Népszerű csemege a nsenene (szöcske) és a nswaa (fehér termesz).
A városokban nagyobb a választék és az etnikai sokféleség miatt is többféle étel elérhető. Jellemzőek például a „nyugatibb” ételek, mint a rizs, vagy a fehér kenyérféleségek, a chapatti (lapos, sült tésztaszerű kenyér), a sambusa (töltött, sült tészta), a mandazi (egyfajta fánk). A fővárosban, Kampalában számos nemzet konyhája képviselteti magát éttermekkel. A folyók és tavak mentén, valamint a városokban élők halat is fogyasztanak, főzve, sütve és raguként, kukoricakásával és más köretekkel. Egyre népszerűbb a krokodilhús is.
A hagyományos italok közé tartozik a waragi, banánból vagy maniókából készített alkoholos ital, valamint a banánsör (marwa vagy pombe), ezek a legnépszerűbb italok. Külföldi üdítőitalokból egyre többfélét lehet kapni. 2000-ben jelent meg a Coca-Cola. A világcég először Mbararában építette meg első palackozóüzemét. 2005-ben egyszerre kétféle üdítő jelent meg: a Pepsi és a Fanta. Kávét, teát és tejet is fogyasztanak.
Az etikett szerint az idősebb férfiakat szolgálják ki előbb az asztalnál, a nőket utoljára, és a nők gyakran elkülönülve esznek. Leginkább kézzel fogyasztják az ételeket, a városokban azonban elterjedt az evőeszköz-használat, különösen a külföldi ételek fogyasztásánál.

### Kulturális intézmények

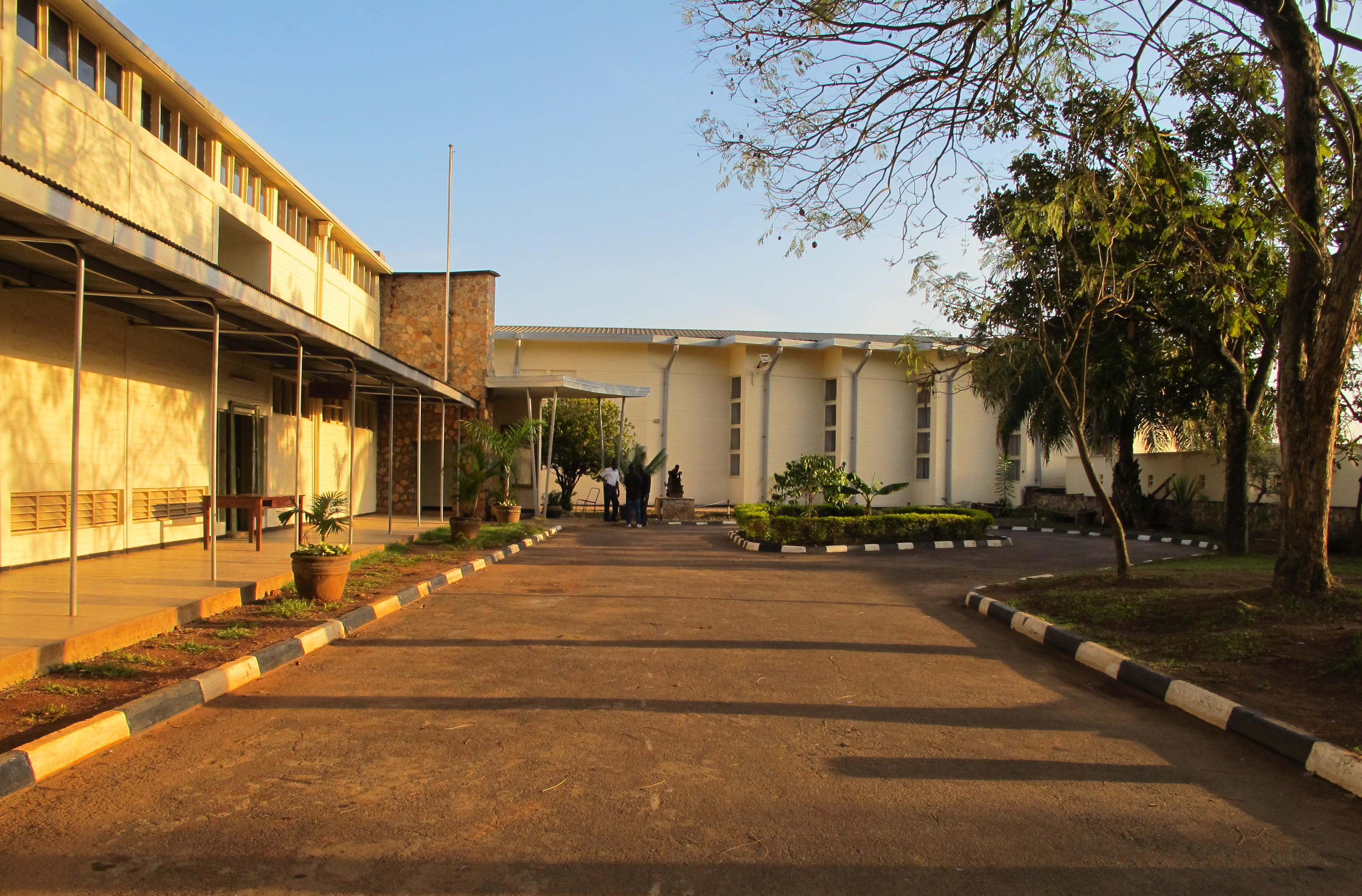
Az Uganda Museum bejárata

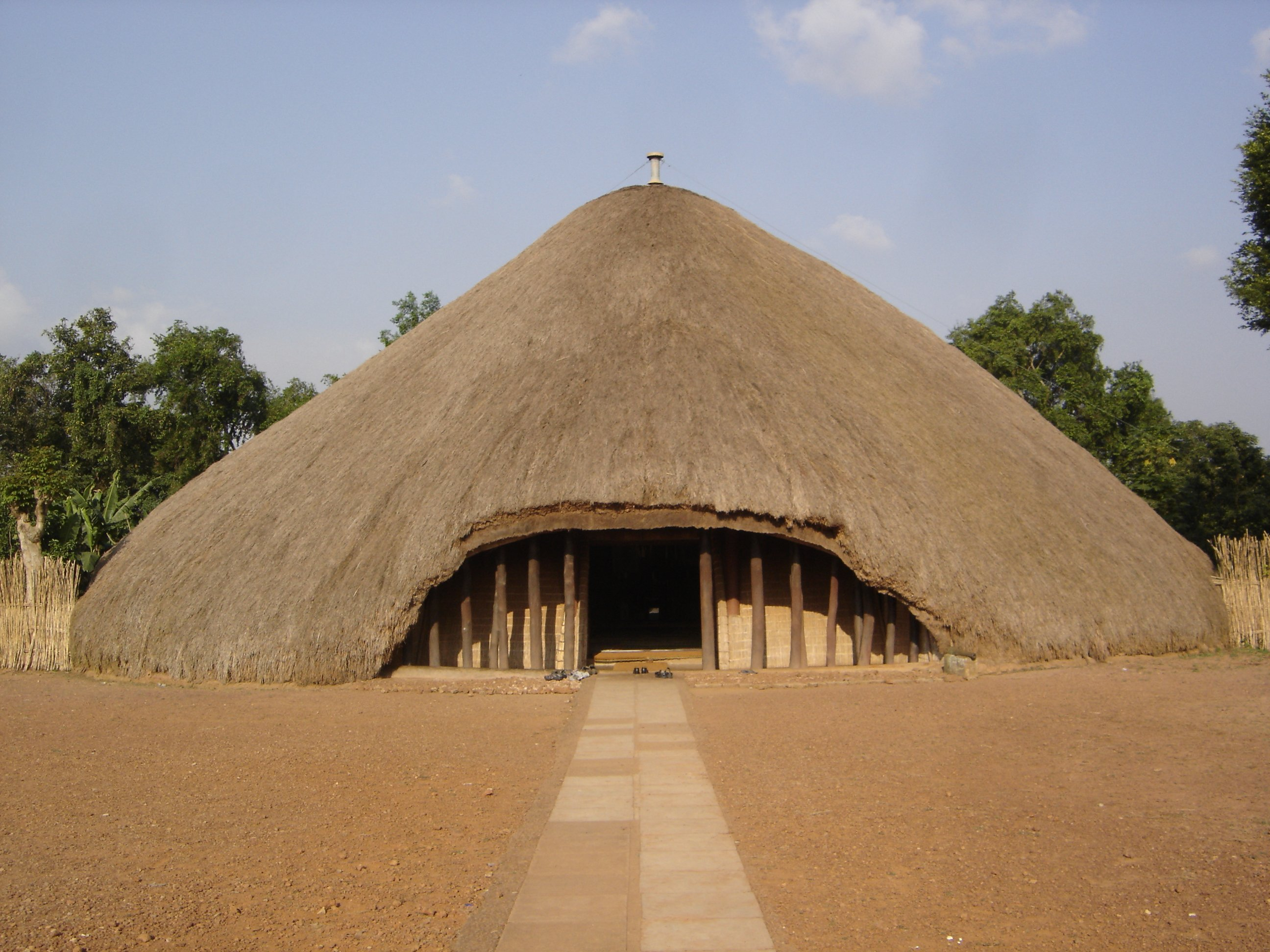
A bugandai királyok síremléke

Uganda nemzeti múzeuma, az Uganda Museum 1908-ban jött létre, és ezzel Kelet-Afrika legrégebbi múzeuma. A múzeumon belül működik az 1923-ban alapított Uganda Society, melynek célja a tudományok, az irodalom és kultúra terjesztése. A társaság előadások tartása mellett folyóiratot is publikál The Uganda címmel. Uganda nemzeti szépművészeti múzeuma az 1964-ben létrehozott The Nommo Gallery, mely külföldi művészek munkái mellett helyi művészeket is kiállít.
A Nommo Galleryt az Uganda National Cultural Centre irányítja, mely egyben a 377 férőhelyes ugandai nemzeti színháznak is otthont ad. A színházba járás viszonylag új dolog a fővárosban, ahol a nemzeti színházon kívül két másik színház található, a La Bonita és a Bat Valley.
Az országban több, helyi érdekeltségű, kis múzeum működik, melyek a helyi népi kultúrát igyekszenek megőrizni. Ezek jobbára magánemberek kezdeményezéséből született vállalkozások, és sokszor ideiglenesek. Az UNESCO segítségével több úgynevezett közösségi múzeum kapott támogatást.
Uganda nemzeti könyvtára a National Library of Uganda, mely az ország többi könyvtárát is felügyeli. Emellett létezik még az Uganda Community Libraries Association társadalmi szervezet, mely több mint száz közösségi könyvtárat segít az oktatás fejlesztésének érdekében.

#### Világörökség
Az UNESCO a kulturális világörökség részének tekinti a bugandai királyok síremlékét. Buganda a legnagyobb, legerősebb királyság volt a gyarmatosítás előtt a mai Uganda területén.
A kasubi síremlék a főváros, Kampala vonzáskörzetében található Kasubi-hegyen található, Buganda négy korábbi kabakájának (királyának) temetkezési helye. A helyszínt 2001-ben vették fel az UNESCO világörökség-listájára.

### Filmművészet

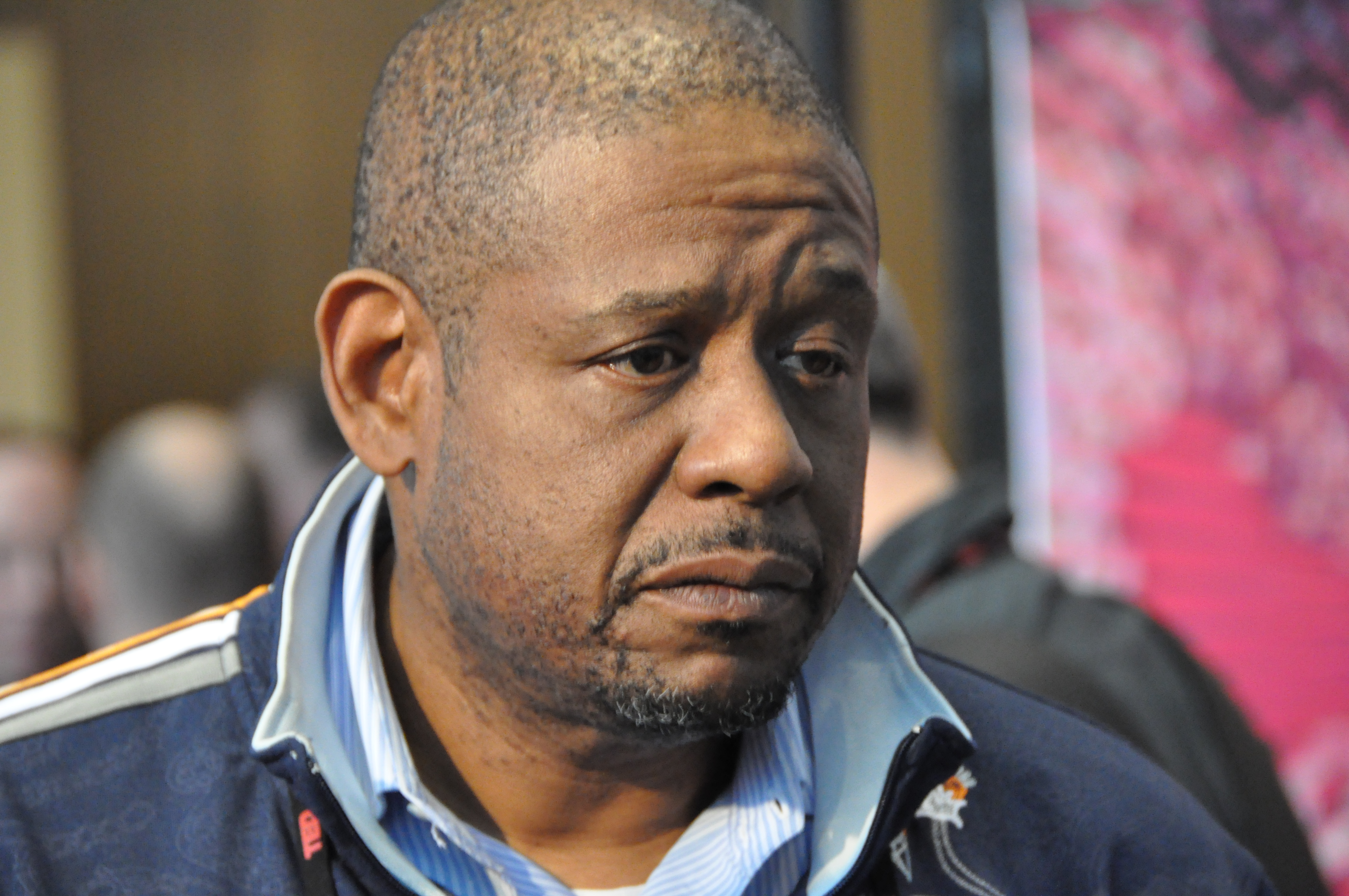
Forest Whitaker. Az utolsó skót király című filmben Idi Amin ugandai diktátort alakította

Az ugandai filmipar igen fiatal. Az iparág fejlődését mutatja, hogy az országban olyan filmfesztiválokat rendeztek, mint például a Pearl International Film Festival. A filmkészítőknek meg kell küzdeniük országuk piacáért, mivel más afrikai országok filmjei kiszorították őket: például Nigéria, a Dél-afrikai Köztársaság, de a hollywoodi filmek is jelen vannak az országban.
Az első nyilvánosan elismert film, amely ugandai rendezőtől származik, a Feelings Struggle, amelyet Ashraf Ssemwogerere írt és rendezett 2005-ben. A helyi filmipar kétpólusú: az egyik csoportba tartoznak azok a filmkészítők, akik a nigériai Nollywood (neve a Hollywood inspirálta nevek közé tartozik) gerillamódszereit alkalmazzák, azaz két hét alatt leforgatnak egy filmet, majd hevenyészett vetítőtermekben vetítik le. A másik csoportba azok tartoznak, akik értékes filmeket készítenek, de pénzhiánnyal küzdenek, ezért versengeniük kell a támogatókért.
Noha az ugandai filmművészet még csak most kezd kibontakozni, nagy kihívásokkal kell szembenéznie. Technikai problémák (színészi játék, vágóképességek finomítása) mellett az anyagi és állami támogatás hiánya is gondot okoz. Nincsenek olyan iskolák, ahol filmkészítést tanítanának, a bankok nem adnak hitelt a rendezőknek, valamint a filmek forgalmazása, marketingje is rossz.
Az Ugandai Távközlési Bizottság (UCC) szabályok bevezetésére készült 2014-ben, melynek lényege, hogy az ugandai tévécsatornák 70%-ban hazai adásokat sugározzanak, ezek 40%-ának pedig független produkciónak kell lennie.

## Turizmus

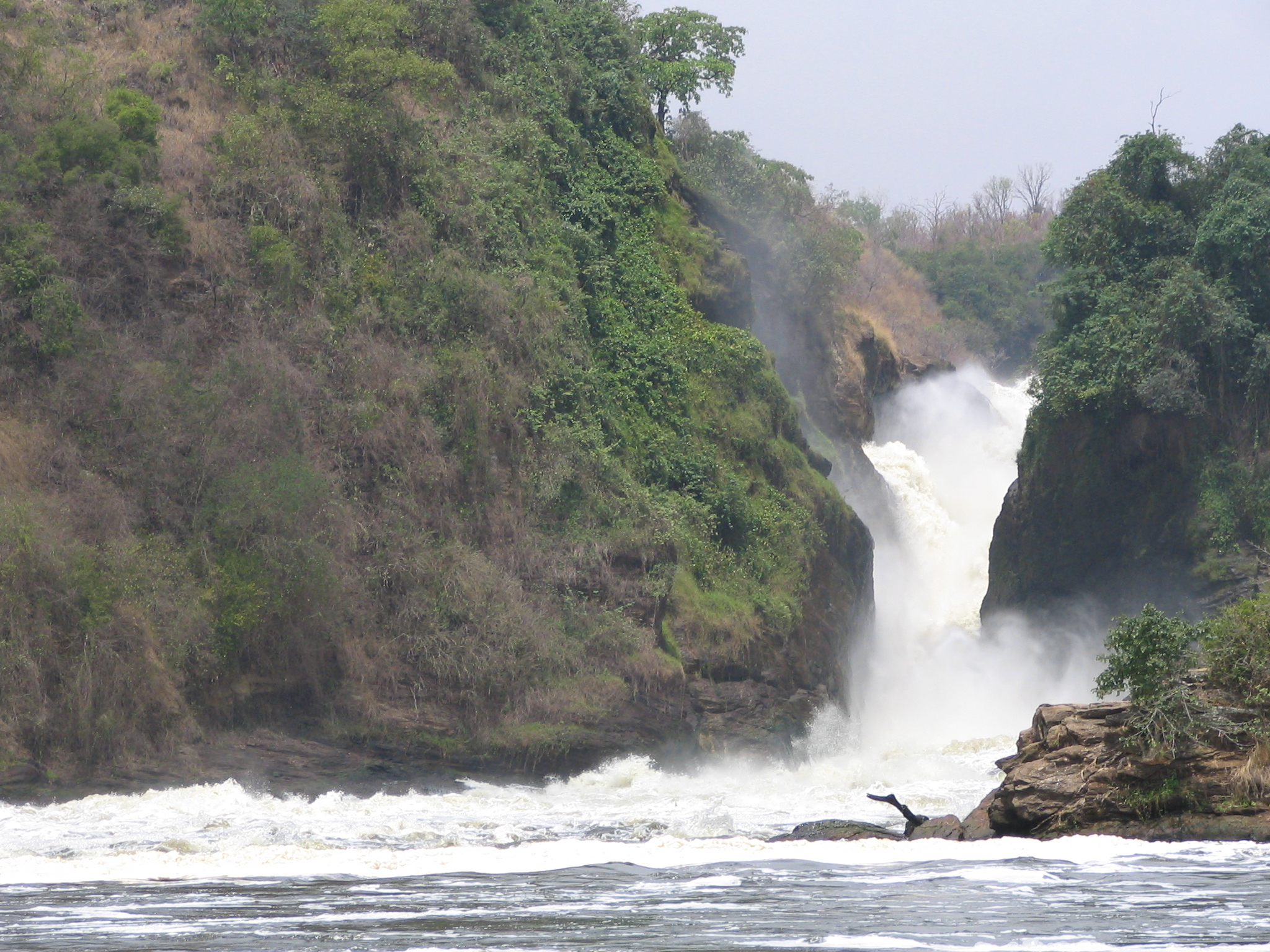
A Murchison-vízesés, mint a legkedveltebb turista célpontok egyike

Az 1960-as években Uganda rendkívül népszerű turisztikai célpont volt a szafarikedvelők körében, és a turisztikai ágazat gyorsabban nőtt, mint bármelyik másik gazdasági ágazat az országban. 1971-re a turisták száma elérte a 85 000-et. Hollywood is kedvelte a területet, itt forgatták például az Afrika királynője című Oscar-díjas filmet. A politikai instabilitás az 1970-es évektől azonban tönkretette a turizmust, a vadvilág is súlyos veszteségeket szenvedett.
A politikai stabilitás helyreállásával Uganda újra szafaricélponttá vált, 2013-ban mintegy 1,2 millió turistát vonzott, ami öt év alatt 50%-os emelkedést jelent. A vadvilág helyreállása is folyamatban van, amiben jelentős szerepet játszanak a nemzeti parkok. A Kibale Nemzeti Park tizenháromféle főemlősnek ad otthont, a Bwindi Nemzeti Parkban pedig a világ hegyigorilla-populációjának mintegy fele él.
A főváros, Kampala látnivalói közé tartoznak a királysírok, az Ugandai Nemzeti Mecset vagy a Rubaga-székesegyház, de élénk éjszakai életéről is ismert. Népszerűek Entebbe hétvégi partiklubjai a Viktória-tónál. Egyre kedveltebbek az extrém vízisportok, például a vadvízi evezés.
Az ország a turizmus területén is megosztott, a forgalom a déli területekre korlátozódik, mivel az északi országrészben fennálló politikai helyzet, a folytonos zavargások megakadályozzák a fő látványosságok, így a Murchison-vízesés és a Kidepo Nemzeti Park fejlesztését és látogathatóvá tételét.

### Egészségügyi kockázatok
Nagy az ebola veszély.

## Sport

### Olimpia

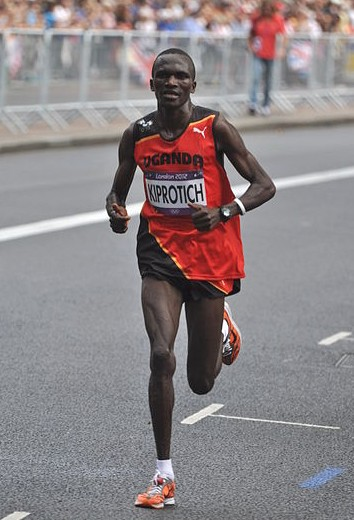
Stephen Kiprotich a 2012-es olimpián

Uganda az olimpiai játékokon 1956-ban vett részt első alkalommal, és azóta is minden nyári olimpiai játékokon szerepeltek sportolói, kivéve 1976-ban, mikor csatlakozott a többi afrikai ország bojkottjához. Az eddigi hét olimpiai érmét atlétikában és ökölvívásban szerezte. Az egyik legismertebb atlétájuk a világ- és olimpiai bajnok hosszútávfutó Stephen Kiprotich.

### Labdarúgás
Ugandában országszerte elterjedt sportág a labdarúgás. Mint tömegsport nemzeti sportnak számít. Az ugandai labdarúgó-válogatott (a Darvak) népszerűsége csökkent a gazdasági nehézségek és a korrupció okozta gyengébb teljesítményük miatt. A csapat 2015 februárjában a 76. helyen állt a FIFA-világranglistán. A válogatottnak két évig (2006–2008 között) az erdélyi magyar László Csaba volt az edzője.
Az Ugandai Szuper Liga az a szervezet, amely a játékosoknak a válogatottba történő kiválasztásáról dönt. Más országokhoz hasonlóan itt is vannak olyan válogatott játékosok, akik külföldi bajnokságokban játszanak. Nevezetesebb játékosaik David Obua, aki a skót Heart of Midlothian FC-ben középpályás, valamint Geofrey Massa, aki a nemzeti válogatott egyik leggólveszélyesebb támadója.
A 2015-ös afrikai nemzetek kupája selejtezőjéből az ugandai labdarúgó-válogatott nem jutott tovább.

## Ünnepek
Az alábbi táblázat Uganda hivatalos ünnepeit tartalmazza. Természetesen az országban élő iszlám hitű lakosok a keresztény ünnepek helyett saját vallási ünnepeiket tartják meg. A zöld szín jelzi a munkaszüneti napokat, a piros színűek munkanapok:

| Dátum        | Elnevezés           | Angolul                   | Megjegyzés                                                                          | Munkaszüneti nap |
| ------------ | ------------------- | ------------------------- | ----------------------------------------------------------------------------------- | ---------------- |
| Január 1.    | Újév                | New Year's Day            | Az újév első napja                                                                  | Nem              |
| január 26.   | Felszabadulás napja | Liberation Day            |                                                                                     | Igen             |
| Március 8.   | Nemzetközi nőnap    | International Women's Day | A nemzetközi nőnap a nők iránti tisztelet és megbecsülés kifejezésének napja        | Nem              |
| Változó      | Nagypéntek          | Good Friday               | Nagypéntek a keresztény liturgiában a húsvét előtti péntek.                         | Nem              |
| Változó      | Húsvéthétfő         | Easter                    | A húsvét a keresztények egyik legfontosabb ünnepe, a kalendárium központi főünnepe. | Igen             |
| Május 1.     | A munka ünnepe      | Labour Day                | A munka ünnepe a legtöbb országban hivatalos állami szabadnap.                      | Igen             |
| Június 3.    | Mártírok napja      | Martyr's Day              |                                                                                     | Nem              |
| Június 9.    | Nemzeti Hősök napja | National Heroes Day       |                                                                                     | Igen             |
| Október 9.   | Függetlenség napja  | Independence Day          | Uganda 1962. október 9-én vált el az Egyesült Királyságtól.                         | Igen             |
| December 25. | Karácsony           | Christmas Day             | Jézus születésének napja.                                                           | Igen             |
| December 26. | Karácsony másnapja  | Boxing Day                | Az emberek ezen a napon keresik fel ismerőseiket és töltenek időt együtt.           | Igen             |

## Híres ugandaiak
Az ismertebb ugandaiak közé tartoznak:

### politikus, vezető
- Idi Amin Dada diktátor
- Ruhakana Rugunda miniszterelnök
- Yoweri Museveni az Ugandai Köztársaság elnöke
- Milton Obote az ország első miniszterelnöke
- Joseph Kony (wd),  „Az Úr Ellenállási Hadserege” (Lord's Resistance Army, LRA (wd)) vezetője

### sportoló
- Stephen Kiprotich világ- és olimpiai bajnok hosszútávfutó
- Muhmed Ssegonga nemzetközi labdarúgó-játékvezető
- David Toya szlovák és ugandai állampolgárságú kosárlabda játékos
- Geofrey Massa labdarúgó

### egyéb
- Jose Chameleon énekes
- Ragga Dee énekes, híresség, 2013-ban Uganda leggazdagabb embere
- Gaetano Juko Kaggwa, az ENSZ AIDS-elleni tevékenységének képviselője, rádiós személyiség, ugandai Big Brother-nyertes
- David Kato kivégzett LMBT-aktivista
- Lwanga Szent Károly szentté avatott ugandai vértanú
- Irshad Manji, Kanadában alkotó író
- James Makubuya népzenekutató, néprajzkutató, koreográfus
- Isaac Godfrey Geoffrey Nabwana, filmrendező